# Architecture chinoise

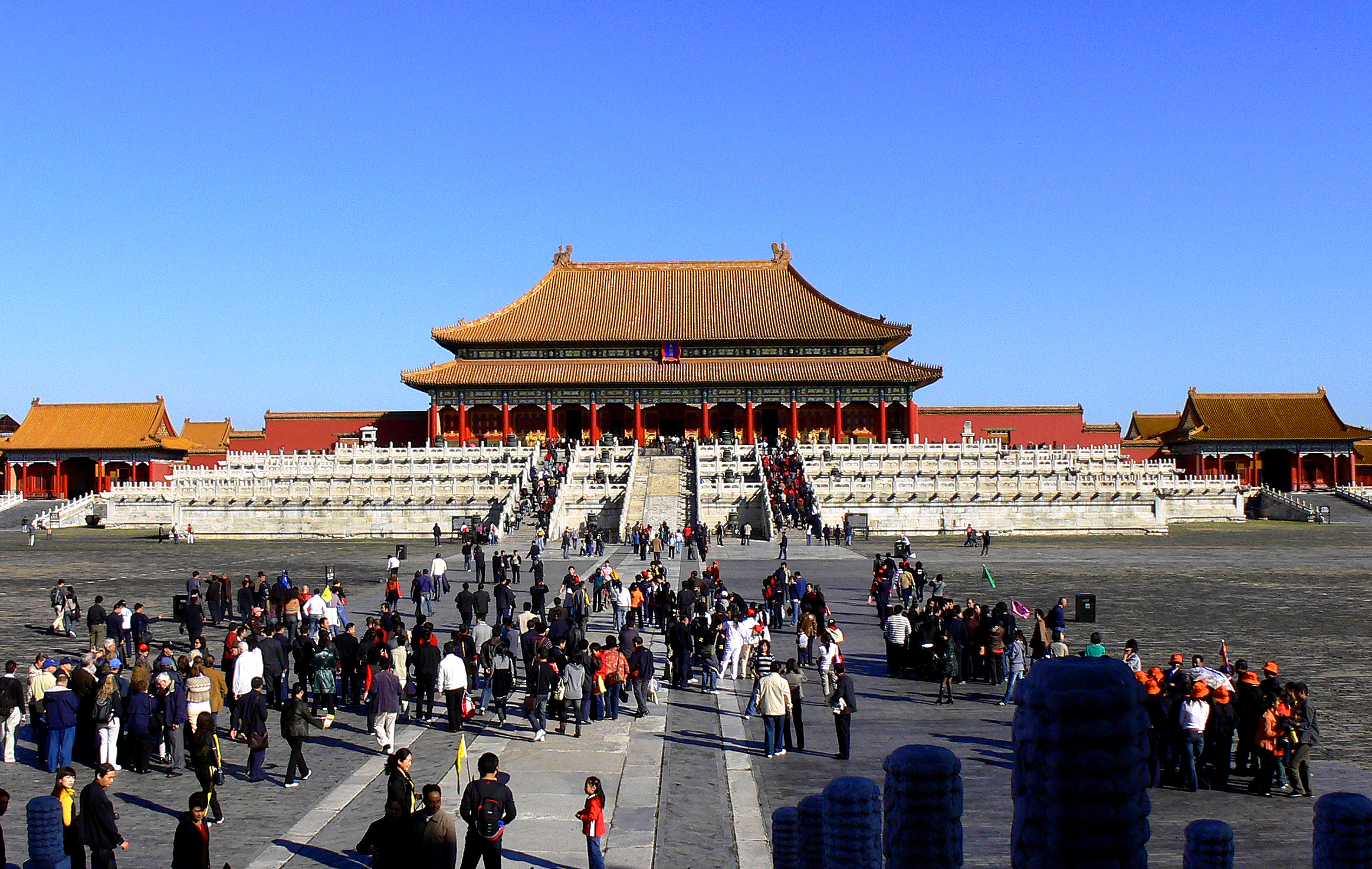
La Cité interdite, Salle de l'Harmonie Suprême sur sa terrasse recouverte de marbre. 1420, reconstruite après l'incendie de 1888. Pékin.

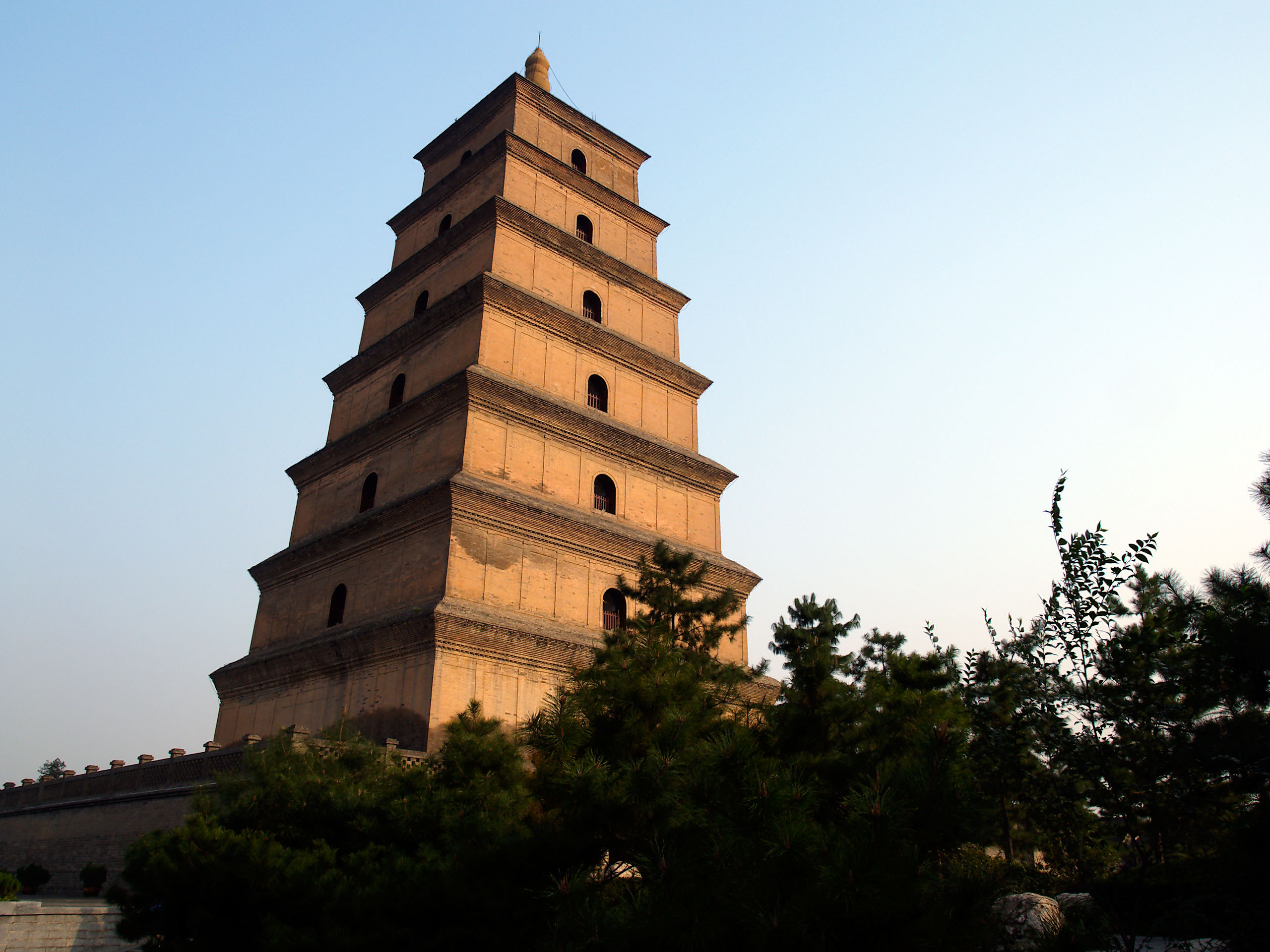
Grande pagode de l'Oie sauvage, Xi'an, Shanxi. Brique et pierre. H. : 60 m ; l. du côté à la base : 25.5 m, dynastie Tang, 652 (première construction) et VIIIe siècle.

L'architecture chinoise est, depuis les années 1980, une architecture en pleine mutation. Une nouvelle génération d'architectes chinois prend la relève des premiers architectes formés en Occident au XXe siècle et l'aspect architectural et urbain de la Chine se métamorphose à vive allure, aux dépens des dernières traces de l'architecture traditionnelle (d'époques Ming et Qing essentiellement) encore visibles, et aux dépens de l'architecture des minorités : l’architecture au Tibet, celle des oasis du Xinjiang, les yourtes des éleveurs encore en usage en Mongolie Intérieure et au nord du Xinjiang, parmi tant d'autres.
Depuis les origines, l'architecture en Chine, dans les zones de peuplement Han, était majoritairement une architecture de bois, les murs de brique n'étant pas porteurs. La composition type de l'espace reposait sur l'emploi de cours successives et de bâtiments structurés en multiples du siheyuan. C'est sous cet aspect que se présentaient globalement les villes comme les campagnes chinoises avant les années 1920. D'autres formules que cette architecture de bois et de brique mise au point au nord de la Chine, mieux adaptées aux conditions locales de ce pays immense et contrasté, ou profondément enracinées dans la culture des minorités chinoises, ont su résister à ce modèle dominant. Ce modèle servit aussi bien pour l'architecture domestique que pour l'architecture religieuse et pour celle des palais impériaux.
L'architecture, en Chine comme en Occident, est aussi le reflet des pensées qui sont à l'œuvre dans les cultures et dans les sociétés et sur lesquelles les bâtisseurs-usagers ou les spécialistes des constructions et leurs commanditaires s'appuient pour penser l'architecture. En Chine, l'architecture civile et militaire ancienne repose donc largement sur les deux traditions de pensée dominantes : le confucianisme et le taoïsme, tandis que l’architecture des jardins chinois se réfère en partie à certains aspects du bouddhisme chinois.
Quant à l'architecture contemporaine en Chine, elle est confiée à des cabinets d'architectes qui appliquent les valeurs et les méthodes du modernisme en architecture. Les très grands projets, résultats de concours internationaux, ont été souvent réalisés par des cabinets étrangers de renommée internationale, comme c’est le cas partout ailleurs pour ce type de projet.

## Construction

### Ossature de bois et composition par agrégats

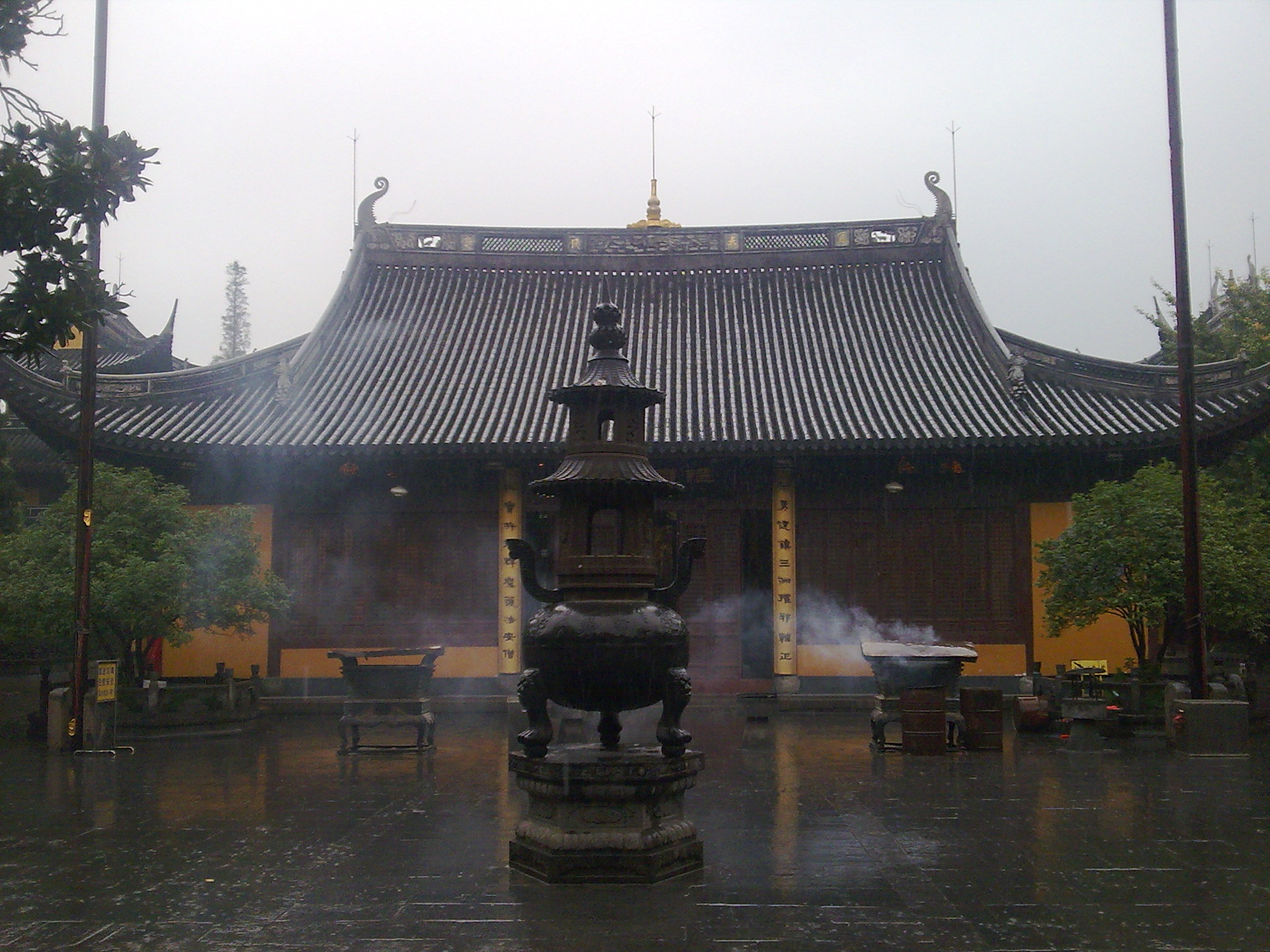
Temple Longhua du bouddhisme Chán, Shanghai. L'édifice conserve la composition d'origine d'époque Song.

Selon les lieux et pour la plupart des populations Han, dans les maisons les plus huppées, l’ossature de bois, quand elle existait, reposait sur une plate-forme de fondation, et le toit pouvait avoir un caractère plus ou moins décoratif selon le statut de l’édifice et selon les moyens de ses éventuels propriétaires. Dans ce système, le mur, non porteur, servait à diviser l’espace. Le mur d’enceinte magnifiait le toit, aussi celui-ci portait-il souvent des ornements. Les murs intérieurs multipliaient les unités d’habitation et les espaces de circulation. Autour d’une, de deux ou de plusieurs cours successives, les espaces se répartissaient à peu près symétriquement sur un axe central, depuis le premier ensemble d’espaces tourné vers l’extérieur, avec la porte sur le devant, jusqu’à l’ensemble des espaces les plus intimes et préservés, sur l’arrière. Ce type de composition était très répandu dans les populations Han, majoritaires à 94 % et pour l’essentiel situées dans les régions les plus riches et les plus peuplées de l’Est. C’était le type même de l’architecture dédiée à l’empereur, quelle qu’ait été son origine ethnique. Ce modèle fonctionnait aussi pour l’architecture des bâtiments de l’administration et de la majorité des constructions religieuses.
Ce modèle pense l’architecture par agrégats : les enceintes, les bâtiments, les cours et les galeries sont traités par groupes dans la composition d’ensemble. De même, la charpenterie de ce type de bâtiment y est conçue par groupes d’unités identiques normalisées. En Chine, on pense toujours l’architecture par ensembles, exceptionnellement par unité isolée. Cette conception est propre à la Chine et, par extension, on peut penser que c’est ce qui a donné en Chine son caractère extensif (du moins selon les normes occidentales) à la notion d’architecture. Car aujourd’hui, en Chine, cette notion, l’architecture, s’applique aux villes, aux palais, aux temples, aux tombes, aux jardins, conçus comme des ensembles architecturés, et l’architecture chinoise inclut aussi la charpenterie ornementale. La notion d’architecture ne se limite donc pas aux bâtiments, comme en Occident, mais à des ensembles beaucoup plus larges.

### Le toit chinois et sa charpente

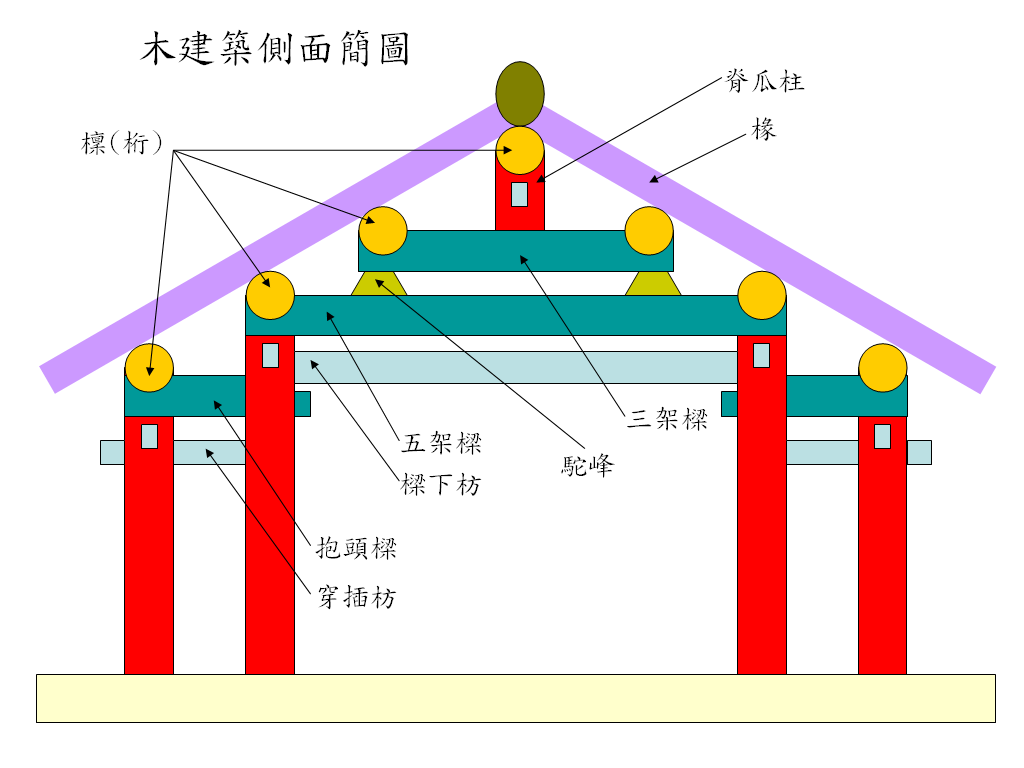
Coupe schématique d'une charpente typique d'époque Tang.

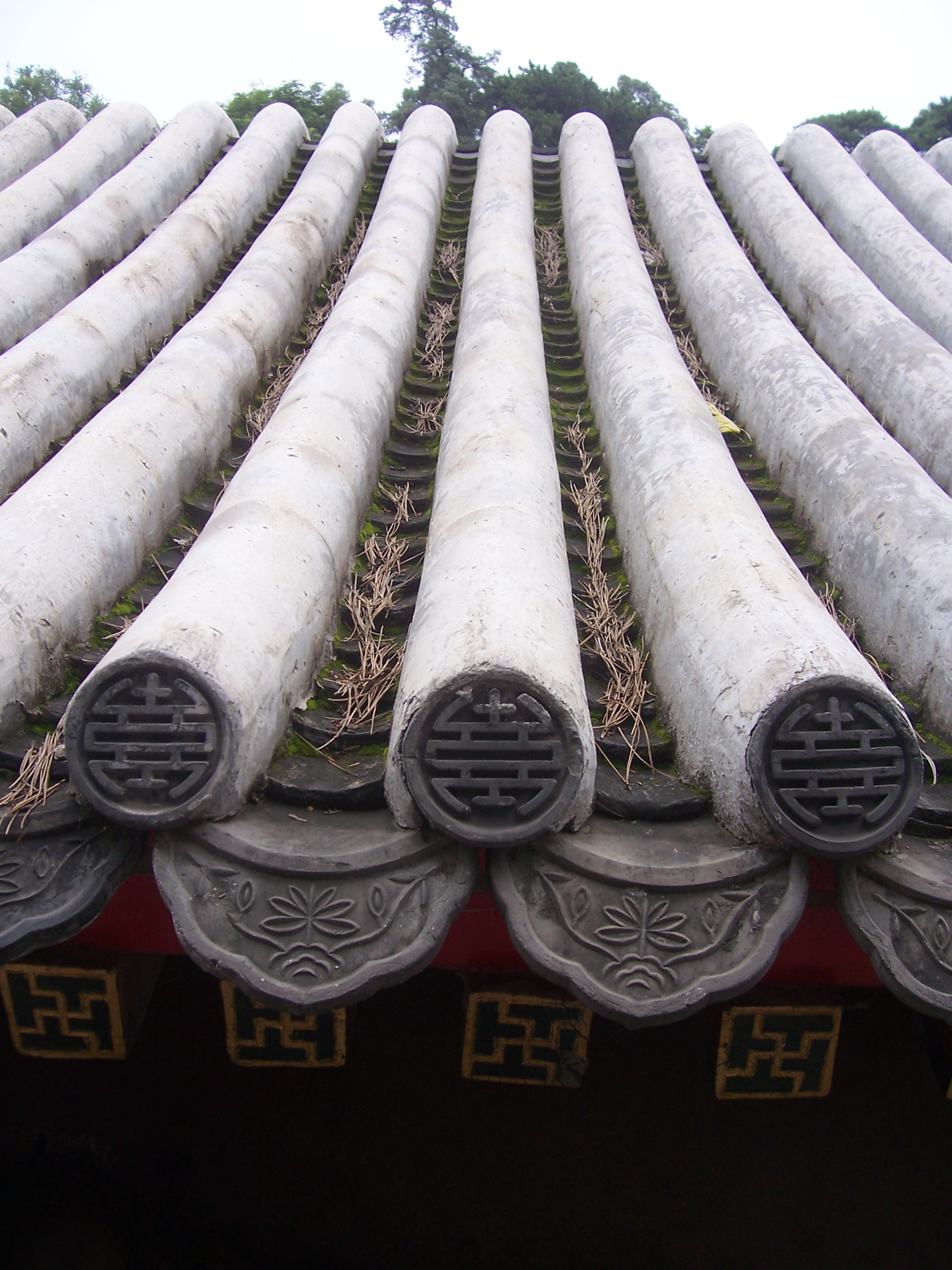
Détail d'un toit en tuile du palais d'Été (Pékin), avec les abouts décorés, wadang.

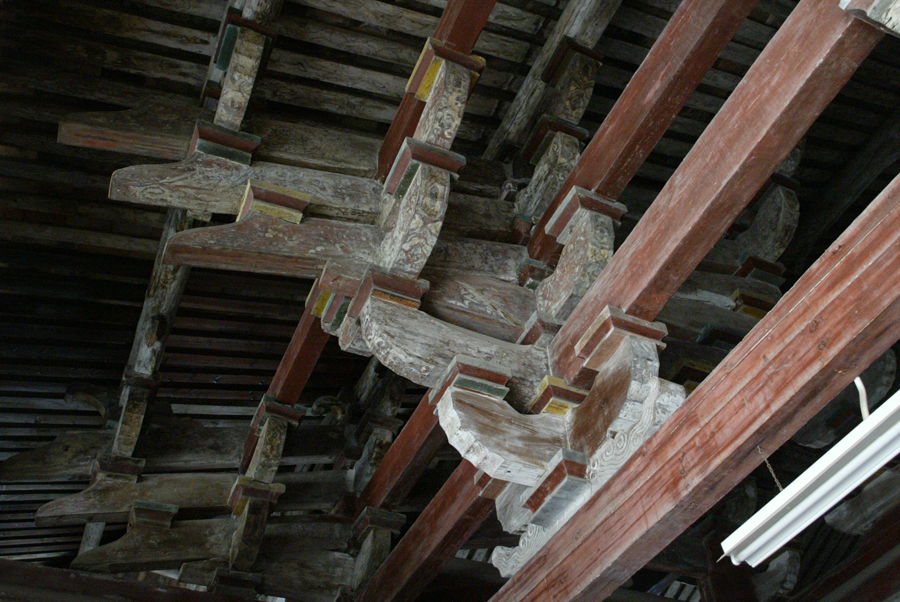
Jeu de consoles (dougong) sur une charpente classique, Meizhou Island.

L’image la plus communément répandue de l’architecture chinoise est celle du pavillon dont les avant-toits sont relevés en courbes gracieuses. Cette image et celle de la pagode chinoise ont donné lieu, de par le monde occidental, à de multiples variations, suivant le goût pour les styles historiques et exotiques aux XVIIIe et XIXe siècles. La mode, en Chine, des toits aux angles fortement relevés remonte au moins au XIe siècle et signale traditionnellement le monde des élites. Aujourd’hui, elle s’applique partout, jusque dans les Chinatowns et certains immeubles contemporains, plutôt comme un signe d’appartenance au monde chinois cossu ou cherchant à le paraître, afin de correspondre à cette image pour des raisons parfois purement commerciales.
Ces toitures sont remarquables en raison de leur charpente, simple ou complexe, modulable,,, aux pièces normalisées dès les Tang, qui permettent de reproduire tel modèle d’édifice en structure de bois où que l’on soit en Chine. Plus exactement, « dans la mesure où deux bâtiments étaient du même rang, les diverses pièces de leurs charpentes étaient générées par le même module. La taille des colonnes, la longueur des poutres, les distances séparant ces divers éléments horizontaux ou verticaux, etc. étaient générées par une proportion, fonction du rang du bâtiment. », Les plans des édifices pouvaient varier, mais le nombre de consoles, la courbure du toit et ainsi de suite pour tout bâtiment étaient fixés en fonction de son statut au sein d’une hiérarchie. Toute construction devait faire l’objet d’une autorisation en fonction de ce statut. Cette normalisation permettait au pouvoir d’imposer les variations architecturales codées pour tout l’empire. Cela concernait au premier chef les hiérarchies administratives, au sein du personnel, les hiérarchies des bâtiments officiels attribués aux divisions de l’espace, mais aussi les hiérarchies qui étaient établies à l’intérieur du peuple comme au sein des membres de la cour ou en fonction des pratiques religieuses afin de distinguer les formes architecturales (au sens large) attribuées à chacun. Le nombre de colonnes (ou poteaux) était normalisé, le peuple devant se contenter d’unités d’habitation ne dépassant pas trois entrecolonnements en façade, soit trois jian. Le nombre de groupes d’unités d’habitation pouvait varier selon les moyens du propriétaire et, avec le temps, en venir à pouvoir encadrer une cour, et constituer un siheyuan, voire plusieurs.
Dans cette Chine ancienne, le pouvoir imposait un code éminemment hiérarchisé pour tout élément architectural ; comme il y avait un code vestimentaire, il y avait donc un code architectural. Ainsi, tous les éléments des formes architecturales soumises au pouvoir, jusque dans leurs moindres détails, et jusqu’à l'usage des couleurs ou de tout ornement, sont révélateurs des codes qui avaient cours à l'époque de la construction, ce qui permet de savoir quel était le statut du propriétaire, du bâtiment ou de l’élément architectural.
Pour bénéficier d’une surface plus grande, il ne suffit pas de multiplier le nombre de colonnes, il faut aussi couvrir cet espace. La façade suit la panne faîtière du toit à double pente. Pour une surface correspondant à deux colonnes dans la profondeur, une profondeur minimale, la première traverse qui franchit tout cet espace reçoit un poinçon qui supporte la panne faîtière, tandis que les deux poteaux reçoivent chacun une panne sur chacun des longs côtés de la maison, l’ensemble constitue une ferme simplement par une traverse et un poinçon. Plus le poids de la couverture s’élève et plus il est nécessaire d’utiliser des consoles, éventuellement empilées, pour assurer le lien entre les traverses et les poteaux ou les colonnes. Les colonnes ayant une forte section sont obtenues par l’assemblage de plusieurs pièces accolées. Le caractère modulable de ce principe est évident dans la charpente si l’on augmente la profondeur de la ferme de comble. Le nombre de traverses augmente jusqu’à l’entrait qui est assemblé au poinçon dans le cas d’un temple. Mais dans une construction commune, le poinçon du faîte de la charpente est simplement chevillé à la poutre la plus haute, qui peut ainsi être supportée à ses extrémités par deux autres poinçons chevillés à la poutre inférieure, c’est le tailiang, et ce module peut être repris de chaque côté et couvrir une « travée » supplémentaire, toujours avec ce système de « poinçon ». Tous les assemblages se font par des chevilles. Un arbalétrier peut apparaître dans les édifices de prestige. C’est donc une solution de charpente différente du triangle mécaniquement rigide que l’on trouve en Occident. Ce système permet de donner au toit une forme convexe qui produit un effet de légèreté, mais aussi concave parfois. Les galeries sont protégées par une avancée du toit que permettent de nombreuses variantes de montages, soit avec un poteau supplémentaire et un jeu de traverse et de poinçon, soit avec un porte-à-faux réparti avec l’aide d’une console et du bras levier, ang (qui peut buter contre le dessous d’une traverse), voire au moyen du prolongement d’une traverse ou deux, et des poinçons correspondants. Au cas où les poteaux supportent directement les charges et qu’ils sont simplement solidarisés par les poutres des différents niveaux, pour des toits de fermes par exemple, on appelle ce type de charpente chuandou.
Dans les célèbres charpentes chinoises apparaissent donc, au-delà du système modulaire qui permet leur extension, des possibilités de solutions diverses. L’unité, volontairement encadrée par le pouvoir impérial, repose sur une diversité adaptée aux moyens des individus ou des communautés, aux fonctions des bâtiments et aux contraintes locales.

### Entretien de l'ossature bois
L’architecture chinoise est aussi un art de la construction, où domine traditionnellement l'ossature de bois dont le système modulaire permet d'en remplacer toutes les pièces, ou de construire et reconstruire à l'identique, ce qui était indispensable après les incendies qui ravageaient toutes ces constructions régulièrement. Les très rares bâtiments antérieurs à la dynastie Ming doivent leur survie à leur charpente réparée pièce par pièce, ou à leur construction entièrement en brique, comme certains bâtiments religieux, tels la pagode de Fer, en réalité construite en briques, en 1049 à Kaifeng, Henan, ou les pavillons « sans poutres », en voûtes de briques, construits pour la première fois sous les Ming (entre autres celui du monastère du Linggusi, à Nanjing, Jiangsu) sur le modèle des architectures funéraires.

### Diversité chinoise

#### Éléments de composition

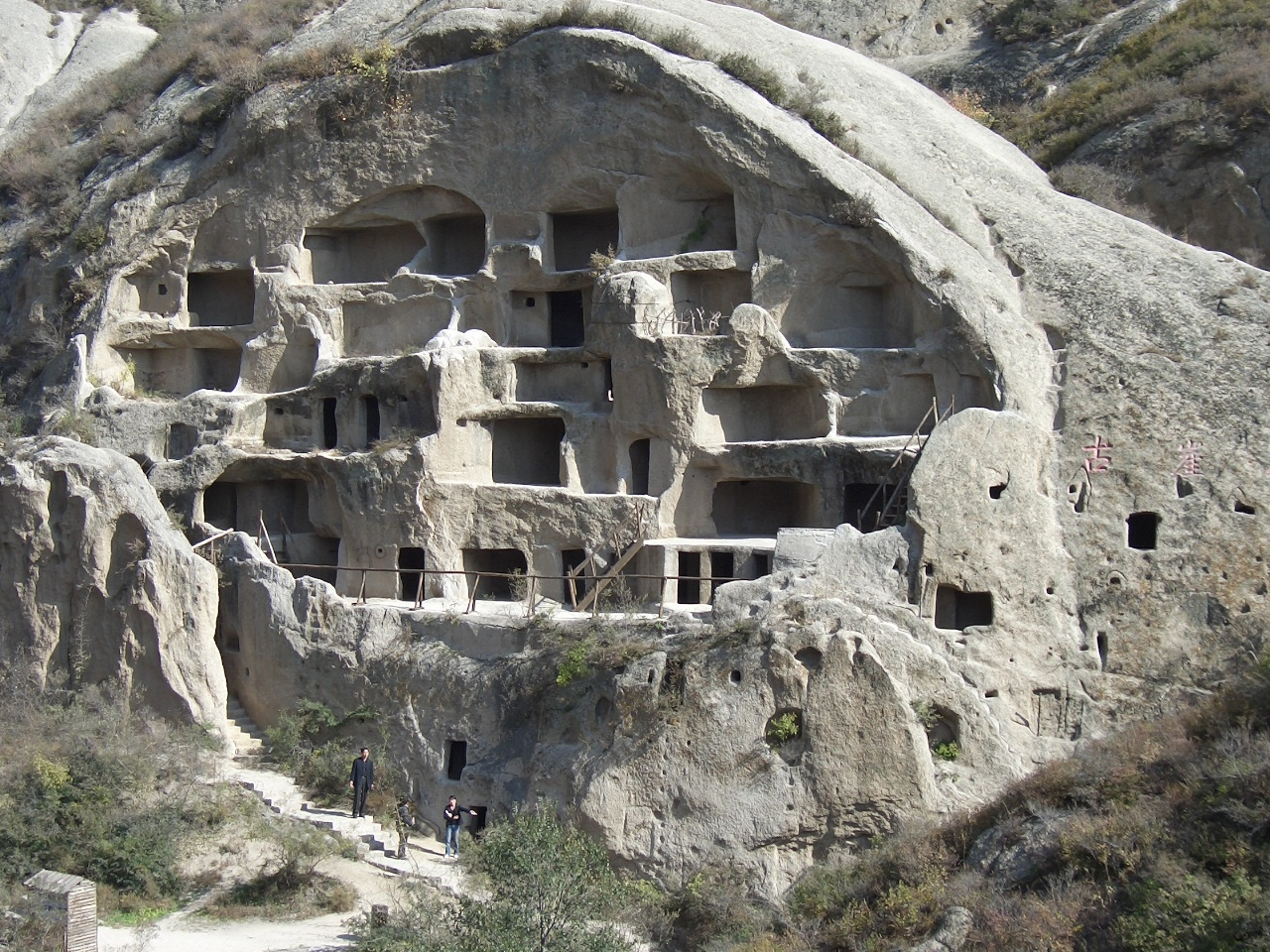
Reste d'occupation troglodytique en Chine à Guyaju, district de Yanqing, Pékin. Les structures de bois adossées à la falaise ont disparu, subsistent les parties excavées.

Cependant, malgré cette apparence d’uniformité, le territoire de la Chine et son histoire ont donné naissance à une multitude de formes architecturales. Cette diversité se manifeste depuis le Néolithique, dont témoignent les rapports de fouilles, jusqu'aux derniers produits des technologies qui ponctuent les grandes villes chinoises en passant par les ensembles monumentaux de la Chine impériale et les traces dispersées de l'urbanisme ancien, l'architecture domestique actuelle et l'architecture des campagnes chinoises jusqu'en Mongolie Intérieure, au Xinjiang et au Tibet. À côté de la Grande Muraille et de la Cité interdite et ses pavillons, des pagodes et des temples, comme le temple de Confucius et les temples taoïstes, les monastères bouddhiques, les diaolou, se remarquent des constructions vernaculaires qui contrastent avec la prolifération d'immeubles modernes.
Sur la très longue durée de l’histoire de la Chine, l’architecture des élites s’est significativement transformée. Dans un territoire aux frontières variables au cours des siècles, l'architecture contrôlée par le pouvoir chinois a su passer d'une conception où dominait la discrétion, voire la dissimulation, au cours des premières dynasties jusqu'aux premiers siècles de notre ère, à une conception dominée par des formes bien plus grandioses, décorées, colorées, à la fin de l'Empire. L’architecture chinoise est restée non seulement un art de la composition avec d’infinies variations, en fonction du statut et des moyens du propriétaire, mais plus encore un art de la composition hiérarchisée de l'espace des constructions et des espaces intérieurs, même quand il s’agit aujourd’hui d’un appartement et non de la demeure traditionnelle. Cet art se révèle dans toute sa complexité et ses subtilités dans les grandes propriétés rurales ou urbaines composées sur un axe central, généralement nord-sud dans le nord de la Chine, le bassin traditionnel des Han, pour bénéficier d’un ensoleillement maximal. La hiérarchisation des espaces se retrouve aussi dans le sud, ou dans l’ouest, mais avec d’autres principes liés au climat et aux traditions différentes.

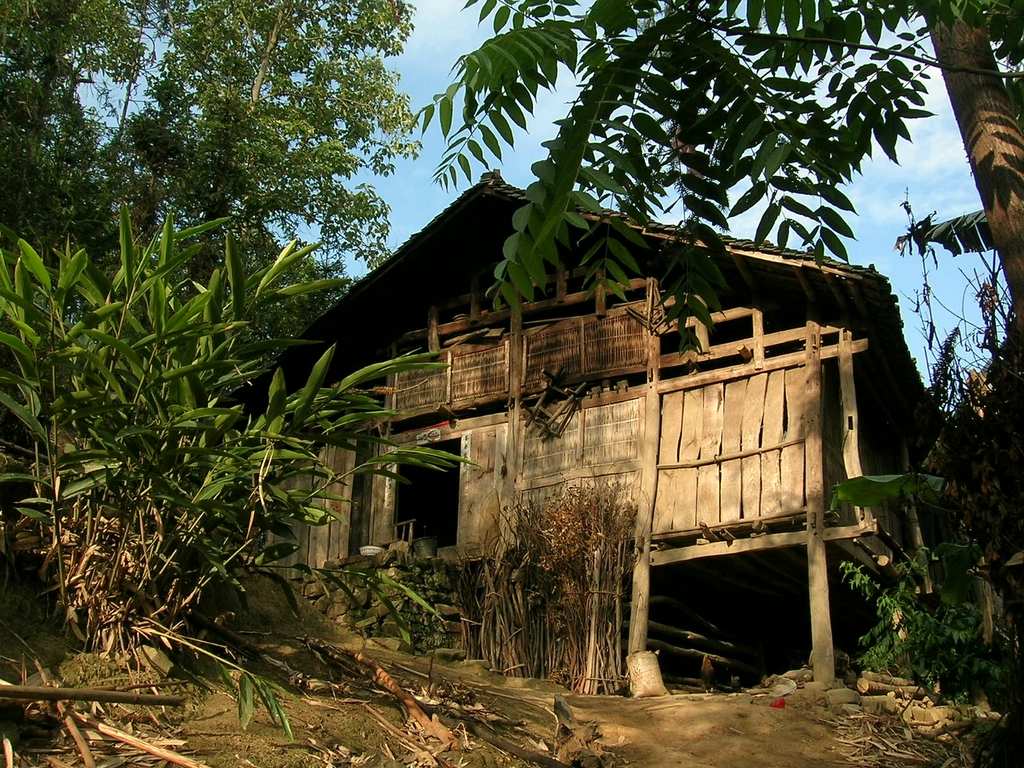
Maison à Nianlong. Guizhou.

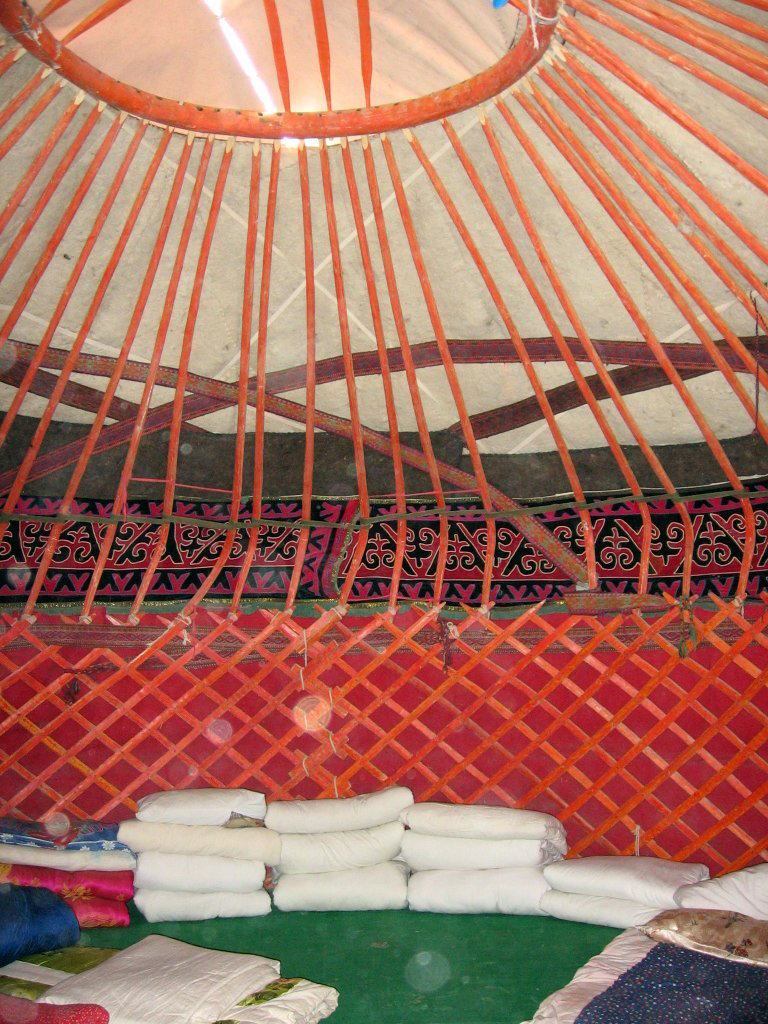
Intérieur d'une yourte. Lac Karakul, proximité de l'autoroute de Karakorum, Xinjiang.

Mais l’architecture de bois se révèle sous d’autres formes dans les habitations sur pilotis adaptées aux grandes chaleurs humides du Yunnan, du Guangxi, du Guizhou et du sud du Hunan. Ce sont chaque fois des formes et des procédés différents chez ces peuples dai,, dong, yao, maonan, zhuang, miao, jingpo et de'ang qui possèdent tous des habitations de ce type, galan, surélevées sur leurs pilotis. Ce type est adaptable aux pentes abruptes, avec des variations dans la structure. Les Li du mont Wuzhi, sur l’ile de Hainan, exposés aux vents violents, construisent leurs habitations en forme de bateau sur de petits pilotis et ils les couvrent de chaume. Quant aux Buyi des régions de Zhenning-Anshun-Liupanshui du Guizhou, ils ont construit des maisons surélevées non pas en bois, un matériau rare ici, mais en pierre.
Pour lutter contre l’humidité et la chaleur du Guangdong, les habitants de Chaozhou utilisent la ventilation naturelle provenant des courants dominants. Plusieurs caractéristiques locales participent à l'effet de fraicheur. Les pièces sont typiquement étroites et profondes, la lumière provenant d’un tianjing, puits de lumière à ciel ouvert. Celui-ci permet la ventilation avec les corridors. On peut trouver aussi des successions de portes en lune, alignées de cour en cour sur l'axe nord-sud, ce qui permet une bonne ventilation.
À l’autre extrémité de la Chine, mais au Nord, les Ouïghours construisent leurs maisons avec des murs de terre épais, d’au maximum un étage avec de larges patios ombragés et des vérandas tournées sur la cour dont le petit jardin amène une légère humidité et une ombre douce avec des arbres soigneusement entretenus et souvent une vigne grimpante. La yourte est une autre solution aux conditions de climat extrême et au nomadisme. Enfin, au Xinjiang du Sud, les maisons traditionnelles ouïghoures ont été réalisées par les habitants avec leurs modestes moyens. Il s'agit de petites fermes quasi autonomes, dispersées dans des régions très sèches et exposées à de grandes différences de température. Ce sont des constructions à nombreuses pièces, basses, autour d'une ou plusieurs cours, en treillis de branches ou de roseaux, pour certaines pièces enduites de terre, et occupées en fonction des conditions de température, du vent… Les espaces de circulation sont au niveau du sol, mais des banquettes surélevées, en particulier dans l'iwan (une pièce centrale sans fonction déterminée mais assimilable à un séjour), permettent de bénéficier, sur des tapis brodés, d'un certain confort, dans cette pièce ombragée et ventilée. Le jour et la nuit ainsi qu'au fil des saisons, les habitants déménagent d'une pièce à l'autre. Le plus souvent, l'une de ces modestes pièces est réservée à la mosquée.

#### Éléments structurels

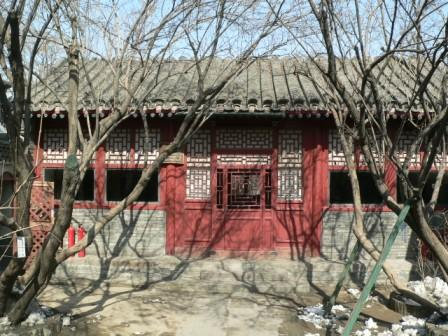
Maison familiale de Lu Xun à Pékin : un exemple typique de composition d'une habitation principale.
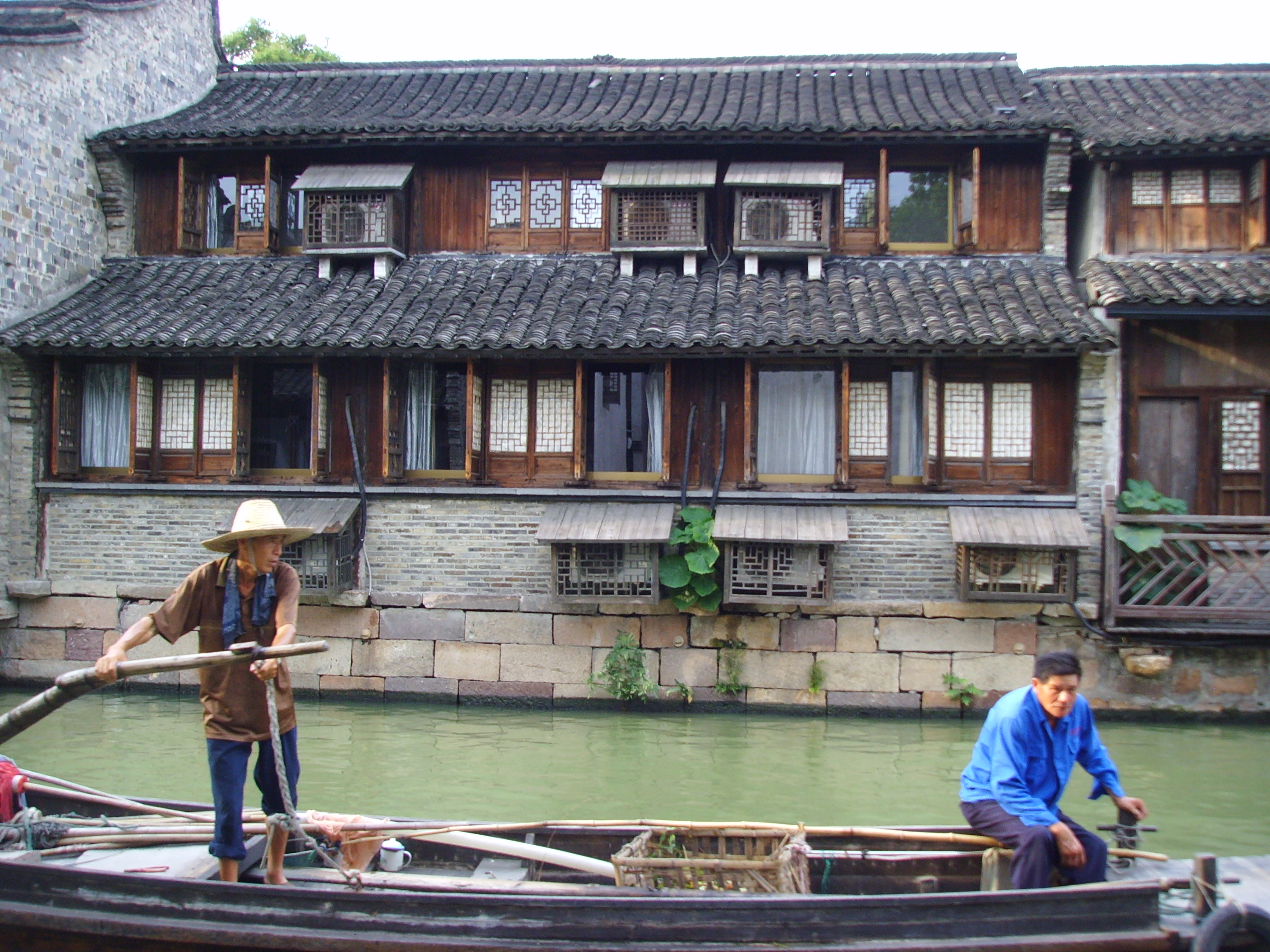
Maison sur le Grand Canal à Wuzhen, Tongxiang, Zhejiang.
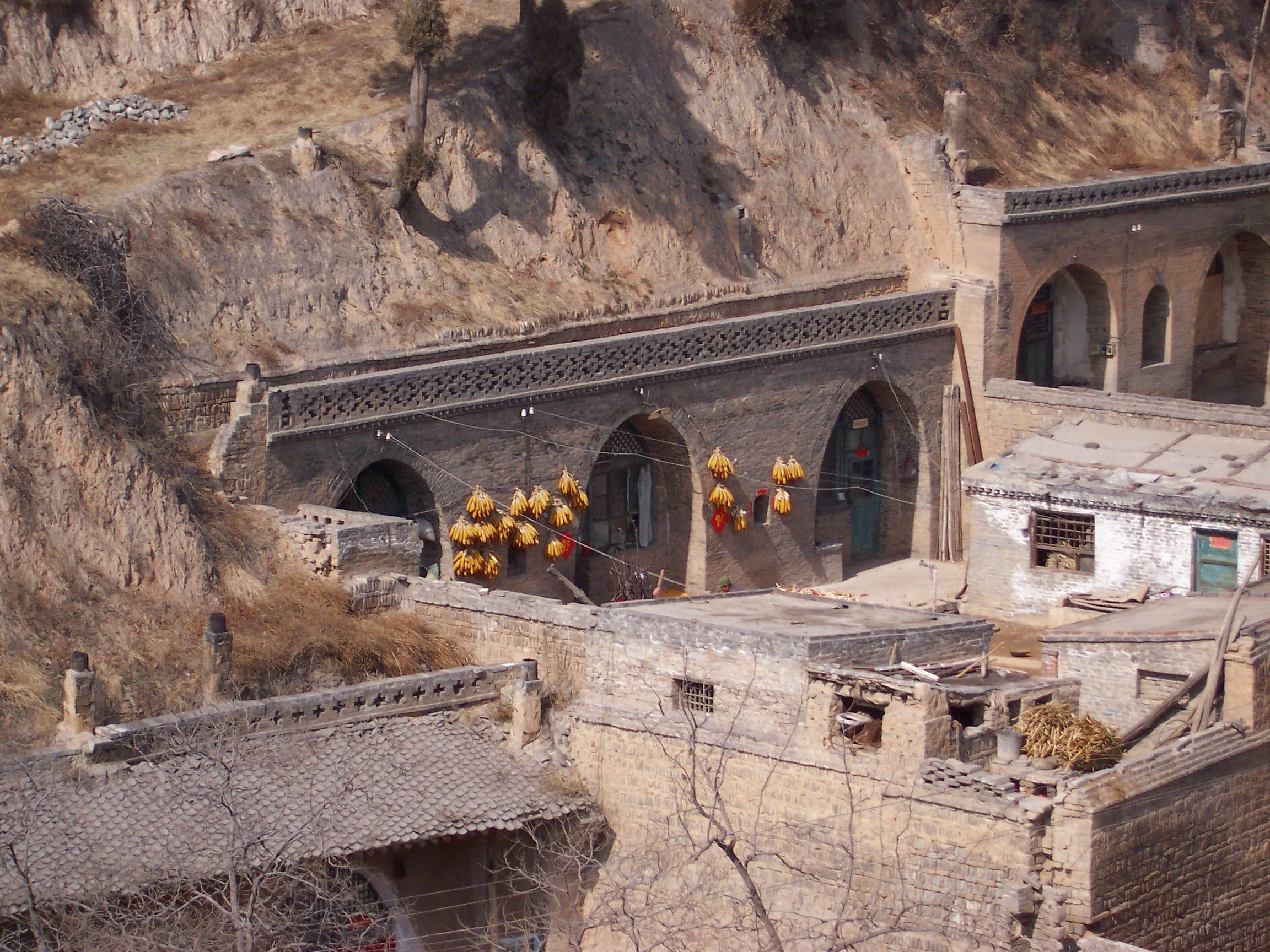
Maison troglodyte sur cour, de type siheyuan dans le lœss, adaptée aux conditions géo-climatiques du Shanxi.
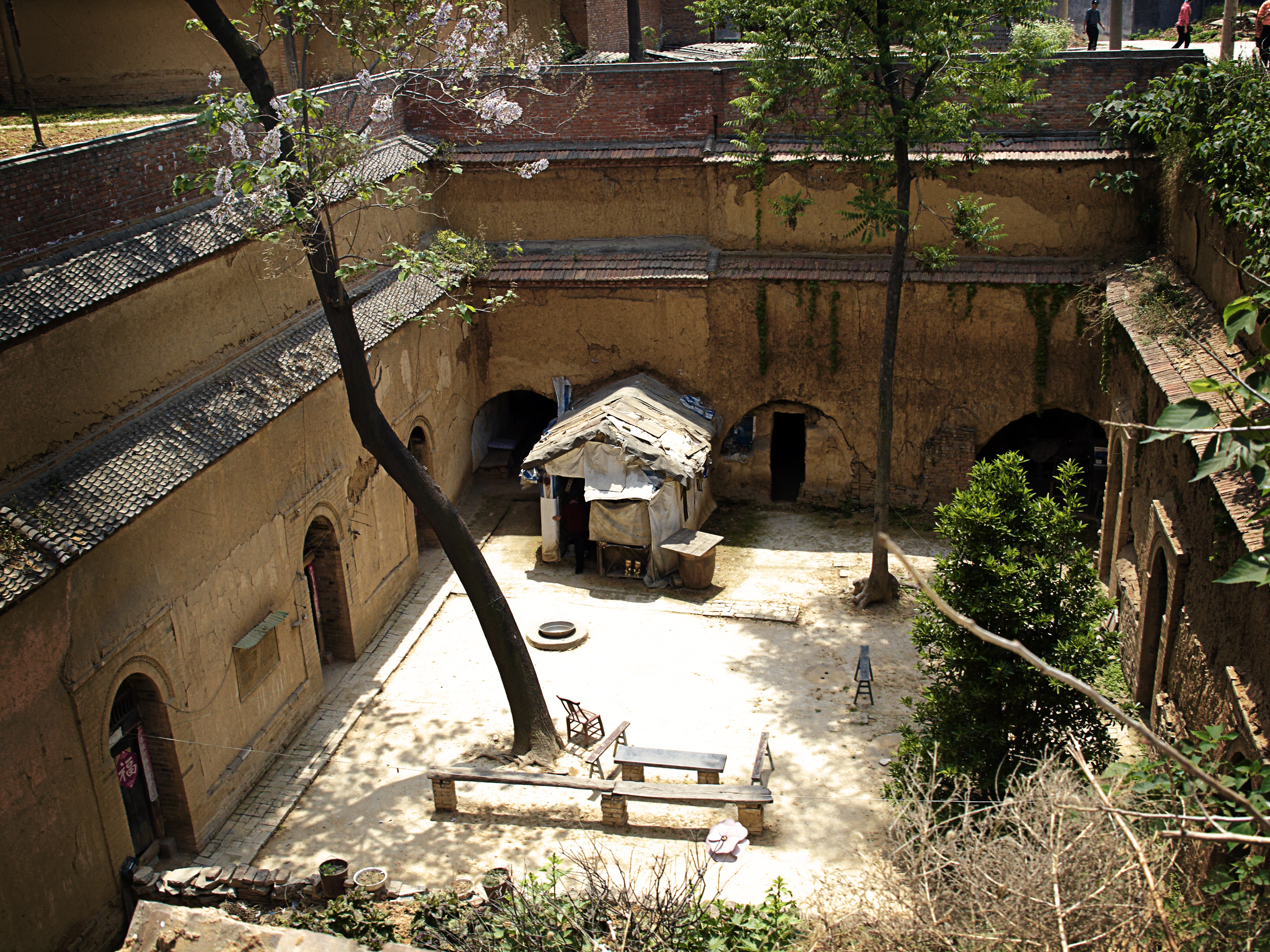
Cour creusée dans le lœss pour un habitat tempéré. Luoyang, Henan.

Le groupe ethnique han, majoritaire à 94 %, a mis au point, il n’y a pas moins de 7 000 ans, une structure architecturale composée d’une ossature de bois reposant, par l’intermédiaire d’une base de pierre, sur une plate-forme de fondation. L’ossature de bois étant assemblée parfaitement, elle offre une très grande résistance aux variations climatiques et aux séismes. Disposant d’immenses gisements de lœss, les populations han ont su en tirer une céramique d’une très grande qualité. Ils ont su utiliser les briques cuites, nécessaires pour construire les fours, pour la construction des habitations et, dès le onzième siècle avant notre ère, sous la dynastie des Zhou, pour les tuiles de couverture des bâtiments, parfois vernissées comme d’autres céramiques. Cependant, dans ce pays pourtant soumis à la déforestation depuis longtemps, la brique n’a pas détrôné le bois pour tous les éléments structuraux, alors que le principe de la voûte était connu. En fait, c’est précisément ce qui s’est passé pour l’architecture funéraire des classes dirigeantes lorsque, sous les Han, le bois commença à manquer pour construire des « résidences pour l’au-delà », souterraines, dont l’usage se répandait. On remplaça alors le bois par la brique et on appliqua la voûte du four à la couverture de ces dernières demeures. En général, pour la demeure des vivants, on a maintenu la tradition du bois. Mais la voûte de brique est utilisée par les populations han du Shanxi et du Shaanxi, du Henan et du Gansu pour le soutènement de leurs habitations troglodytes taillées dans le lœss, habitations en partie souterraines afin de compenser les grands écarts de température entre été et hiver,.

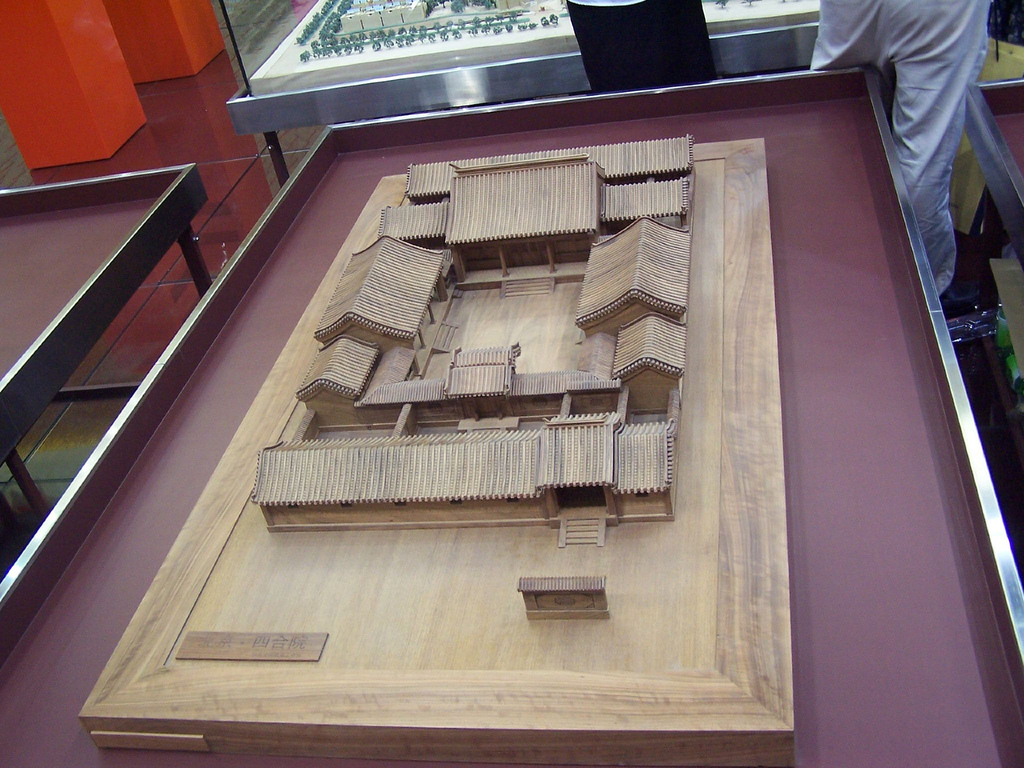
Siheyuan type.

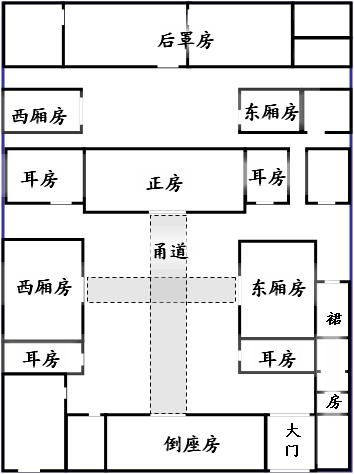
Plan d'un siheyuan.

Le second élément structurel de l’architecture han, le plus répandu en Chine, est un élément de composition : le siheyuan, évoqué plus haut, la maison « à quatre pavillons assemblés », forme la plus élégante pour les bâtiments privés aux XVIIIe et XIXe siècles et qui constituait, jusqu’aux années 1980, la majorité des habitations en Chine. Le siheyuan permet de multiples variantes régionales et sociales sur ce motif, par amplification pour les plus riches, par réduction pour les plus pauvres. Protégé par un mur d’enceinte muni d’une porte à chicane, où un écran interdit tout regard indiscret depuis la rue, le siheyuan est centré sur une cour à galeries longeant les quatre pavillons ainsi assemblés. Le bâtiment le plus important faisait face à la porte. C’était l’espace réservé au chef de famille, et le lieu d’accueil des visiteurs. Lorsque le propriétaire pouvait se le permettre, il réservait une première cour, et un premier siheyuan, à ses visiteurs et à toutes les activités tournées sur l’extérieur. Le bâtiment principal bénéficiait alors d’encore plus d’intimité. À cela s’ajoutait la répartition des autres espaces pour les enfants et leurs épouses ainsi que pour les parents et serviteurs éventuels selon une partition de la famille et de la société, doublée d’une hiérarchie rigoureusement fixée par les règles confucéennes de bienséance au moins depuis le milieu de la dynastie des Ming.
Un ensemble de siheyuan constitue un quartier de type hutong. Le vieux Pékin, au sud de l'Opéra et du Palais de l'Assemblée du Peuple, est constitué de hutong reconstruits, en partie dans les années qui suivirent la décision de ces restaurations, en 1987-1988.
Pour les « gens ordinaires », sous les Tang, le bâtiment principal ne devait pas dépasser trois entrecolonnements. C’est ce motif, à quatre colonnes, la porte étant centrée sur un des longs côtés, qui était le plus employé dans l’architecture commune en Chine et servait à composer le siheyuan. Il se définissait par trois jian, trois espaces entre deux colonnes. En Chine du nord, ses dimensions correspondaient, en largeur, à 3,3–3,6 m, la profondeur ne dépassant guère 4,8 m. En Chine du sud, la largeur s’établissait entre 3,6 et 3,9, la profondeur ne dépassant guère 6,6 m. La profondeur d’une maison du sud était souvent le double de celle du nord. En triplant la profondeur et en haussant la hauteur des colonnes, un second étage était possible. Le jian central d’une maison à trois ou quatre baies en façade était typiquement plus large, car c’était la salle de réception et la plus utile. Le jian est une unité de mesure de l’espace architectural. Ce terme peut aussi s’appliquer à la surface au sol ou au volume compris entre quatre colonnes. Le jian peut constituer une pièce, la plus petite possible pour migrant ou jeune couple pauvre, bien qu’en général une pièce soit constituée de plusieurs jian. Ce terme peut s’appliquer comme synonyme de kaijian, lorsqu’on décrit le compartimentage de l’espace horizontal ou celui des façades.
Quand on peut se le permettre, une galerie court le long des façades, tournées vers la cour. Les toits sont à une ou deux pentes. Les colonnes sont reliées en hauteur par des traverses qui s’appuient sur des bras de consoles transversales et longitudinales. Des consoles sont superposées, de la plus petite en bas à la plus grande en haut, dans les parties centrales supportant de fortes charges. La charge des bords du toit est répartie par des bras leviers. Au-dessus du plafond à caissons, on trouve des traverses non équarries, et des supports de bois sous les pannes qui permettent la forme courbée du toit. Sous la panne faîtière, on trouve l'entrait et l'arbalétrier. Les chevrons épousent la courbure du toit. Des chevrons d’avant-toit permettent une avancée du toit. Puis, en couverture, viennent les voliges qui sont enduites soit de plusieurs couches d'argile soit de minces bardeaux, avant de recevoir les tuiles en demi-canal, posées partie convexe vers le ciel, le joint étant recouvert par une autre tuile, partie concave vers le ciel.

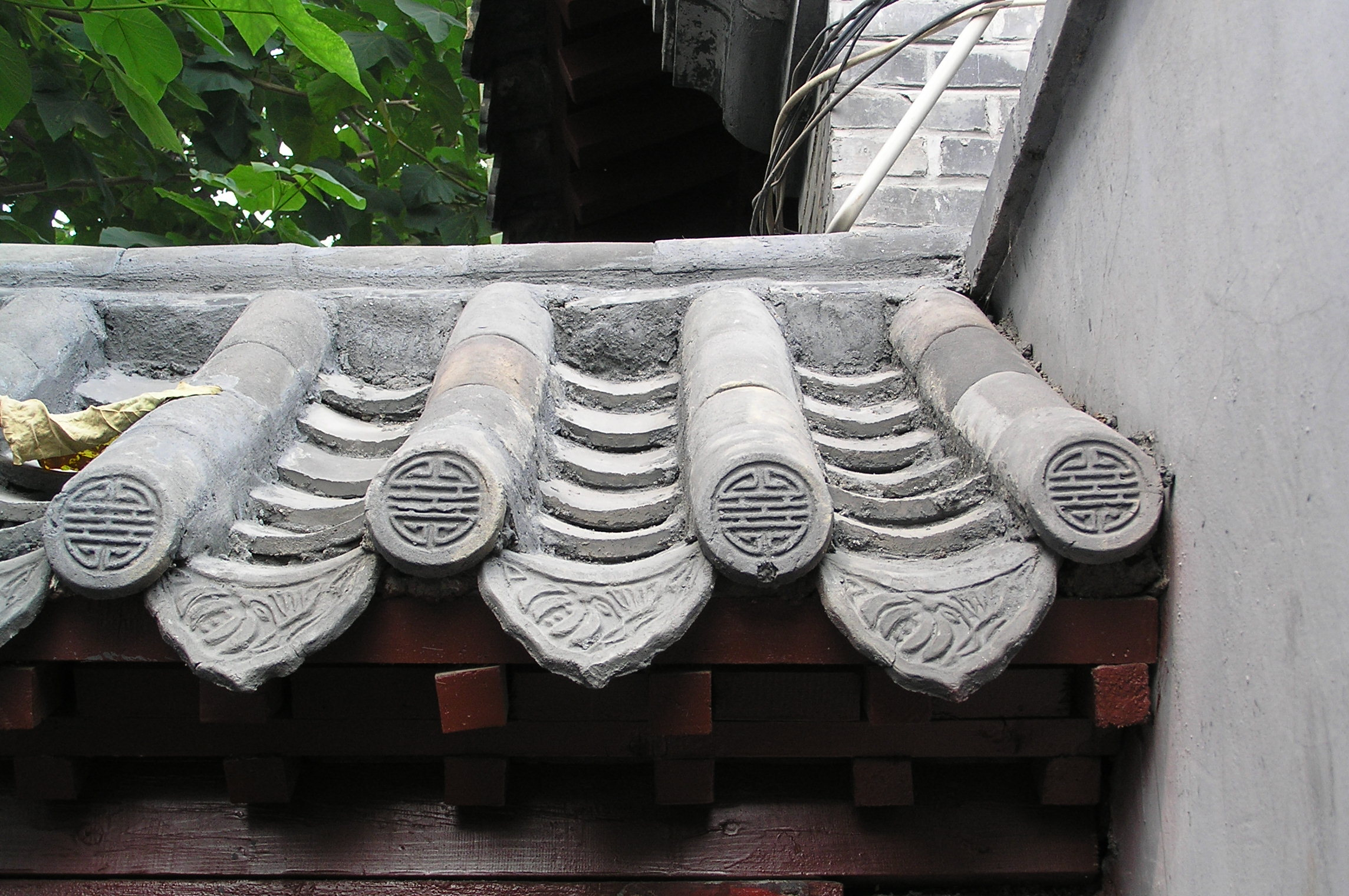
Toiture de tuiles avec leurs embouts décoratifs. Maison d'un hutong rénové, Pékin.

Sur la question de la couverture, en général en tuile, de nombreuses exceptions existent sur le territoire chinois, en fonction des caractéristiques locales avec des couvertures en ardoises ou en chaumes, quand le toit-terrasse n'est pas enduit de terre et de chaux dans les régions sèches de l'ouest.

## Fondements culturels de l’architecture chinoise

### Chamanisme,taoïsmeetgéomancieantiques dans l'architecture
Dans la Chine antique c'est par la géomancie appliquée à l'espace que l'aiguille aimantée fut, dès son invention, utilisée pour choisir l’emplacement et orienter les demeures et de nombreux édifices, et décider du percement des ouvertures. La boussole du géomancien est placée au centre d’un disque couvert de cases et d’inscriptions, références aux hexagrammes du «Livre des mutations », Yi Jing (également orthographié Yi King ou Yi-King), et aux diverses associations que suggèrent ce texte divinatoire. Avec cet instrument complexe, encore utilisé aujourd’hui, le géomancien connaît, en s’appuyant sur des associations d’idées transmises par tradition orale, les multiples implications d’une orientation.

### Leconfucianismeet le code confucéen dans l'Empire
Le confucianisme fut élevé au rang d’idéologie officielle d’état sous la dynastie des Han par l’empereur Han Wudi, qui régna de 149 à 87 av. J.-C., et continua à être révéré à travers les dynasties suivantes. La philosophie confucéenne attache une grande importance à l’éthique et aux relations humaines, et représente l’un des principaux piliers de la culture chinoise. Les valeurs du confucianisme imprégnèrent progressivement le quotidien, le mode de pensée, et les coutumes du peuple chinois. Parmi les principes fondamentaux de la philosophie confucéenne figurent la fidélité, la piété filiale, l’intégrité morale, la droiture, la soumission absolue du domestique au maître, de l’enfant au père, de l’épouse au mari, ainsi que la bienveillance, la sagesse, la foi et enfin l’adhésion au code confucéen. Le confucianisme a donc grandement conditionné l’architecture chinoise comme la détermination du plan sur l’axe central et tout ce qui est signe de hiérarchie : la surélévation éventuelle, les dimensions, le décor et les ornements. Par ailleurs le pouvoir s’autorisait du confucianisme pour déterminer le code de la construction en fonction du statut, ou du rang de chaque édifice ou de chaque partie de l’édifice. Une demande d’autorisation était très souvent nécessaire pour en vérifier la conformité aux conventions confucéennes.
On peut constater ce mode de fonctionnement lors de la construction d’un mémorial, un monument emblématique de la culture confucéenne. Dans la Chine classique, des arches furent érigées à la mémoire de personnages illustres. Sur les voûtes étaient inscrits les noms et les exploits des personnes honorées, témoins des valeurs sociales de l’époque. Toute personne désireuse d’édifier une voûte commémorative devait dans un premier temps soumettre une demande aux autorités féodales locales. Après un premier aval, la demande suivait son cours dans la chaîne bureaucratique. C’est seulement avec l’approbation finale de l’empereur, que la voûte pouvait être enfin être construite. Elle était conçue selon le rang de la personne à qui l’on rendait les honneurs. Pour une famille ou un village, être honoré par un mémorial était considéré comme la forme suprême de reconnaissance.
L’idéologie confucéenne fut le noyau du système social hiérarchique de la Chine féodale. Le rôle central que le confucianisme accordait aux rites commanda la construction et l'entretien de divers types de bâtiments, comme les pavillons des palais, les temples, les autels et les mausolées et surtout la situation du palais au cœur de la capitale et sa structure.

#### Les distinctions hiérarchiques dans l’architecture
Le système social hiérarchique chinois engendra un système très restrictif de réglementations architecturales. Toutes les constructions étaient contrôlées par un code de construction détaillé qui différenciait clairement le rang et le statut.
Ce code appliqué comme loi dès le VIIe siècle apr. J.-C., régissait tous les aspects de la conception et de la construction, depuis l’échelle à respecter, le plan, jusqu’aux formes du toit et la décoration. Les transgressions de ce code étaient considérées comme un crime et passibles de peine de mort dans certains cas. L’architecture devint l’un des symboles les plus reconnaissables de la société féodale chinoise fondée sur la classe sociale.
Les lions de pierre sont communs en Chine. On en voit à l’entrée des restaurants et des hôtels, accueillant les clients dans un symbole de culture traditionnelle chinoise. Dans le passé, pourtant, seuls les fonctionnaires du cinquième rang et plus étaient autorisés à placer les lions de pierres somptueux devant les portes de leur maison. Le nombre de rangées de crinières de lions donnait de plus amples informations sur la position sociale du propriétaire de la maison. Les lions de l’Empereur en avaient treize, les ducs et les princes, douze, et celles des fonctionnaires variaient selon leur rang.
Les constructions traditionnelles chinoises ont souvent des figurines de céramique représentant des créatures légendaires placées le long des avant-toits. La première fonction de ces figures était de protéger les clous sous les tuiles du toit. Plus tard, elles furent utilisées comme décorations et pour signifier la position sociale des occupants. Durant la dynastie des Qing (1636-1911), les règles furent établies en reliant le nombre et le type de figures aux fonctions des bâtiments. Seulement le Palais de l’Harmonie Suprême, dans lequel l’empereur réalisait des rituels sacrificiels, possédait tous ces types de créatures, de même que des statues de dieux. On exigeait de tous les autres bâtiments qu’ils en aient moins.

#### L’idéologie confucéenne dans la conception de l’habitat: l’exemple des maisons traditionnelles avec cour

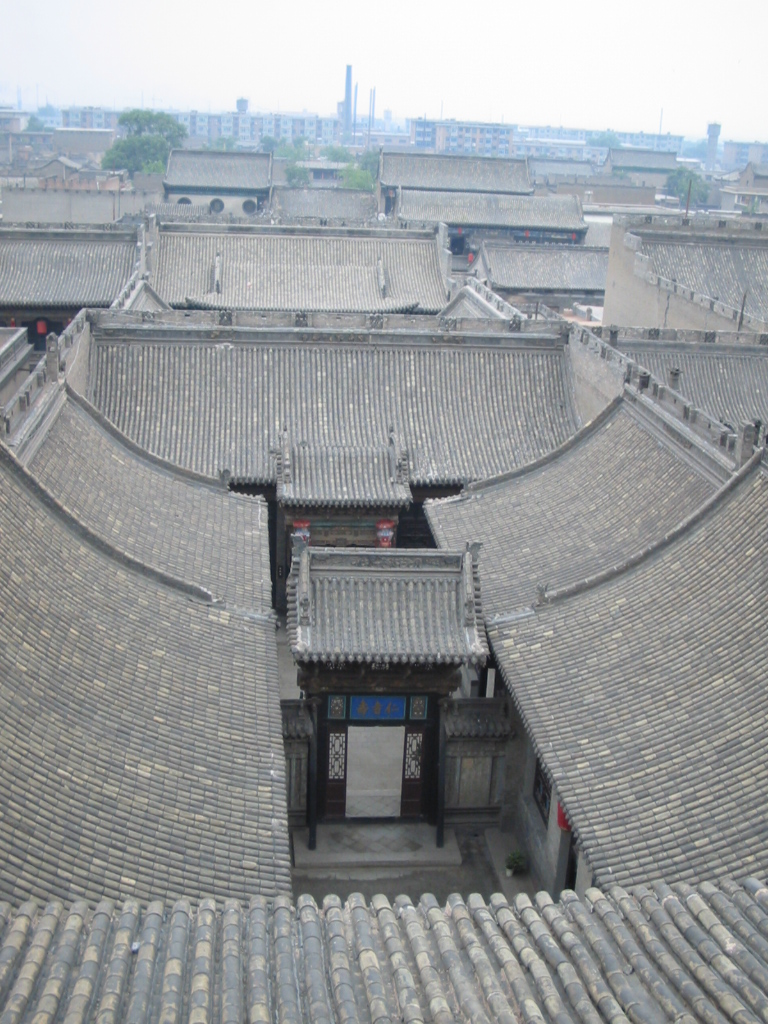
Vue sur une des cours de la résidence (1762-1811) de la famille impériale Wang (Wang Jia Taiyuan), Shanxi.
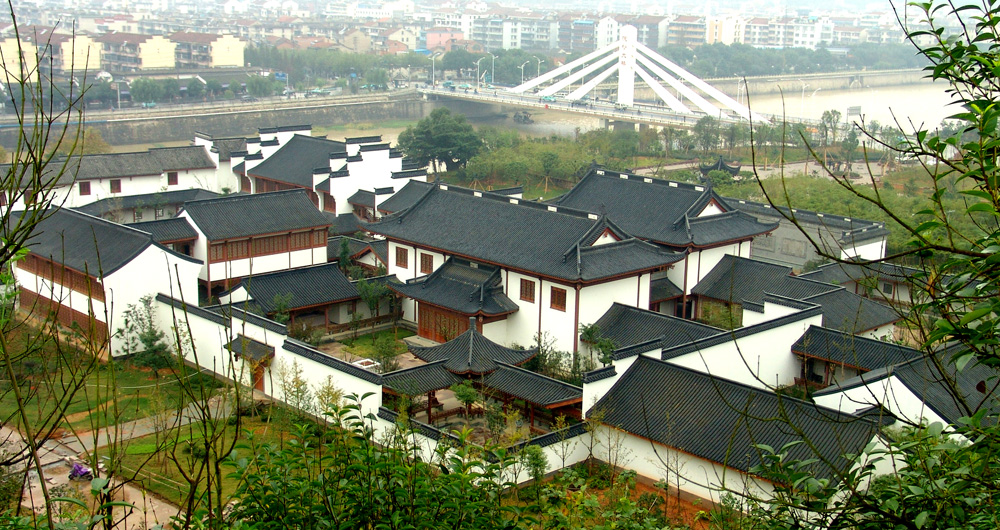
Vue aérienne sur une maison traditionnelle de type siheyuan. Zhuji, Zhejiang
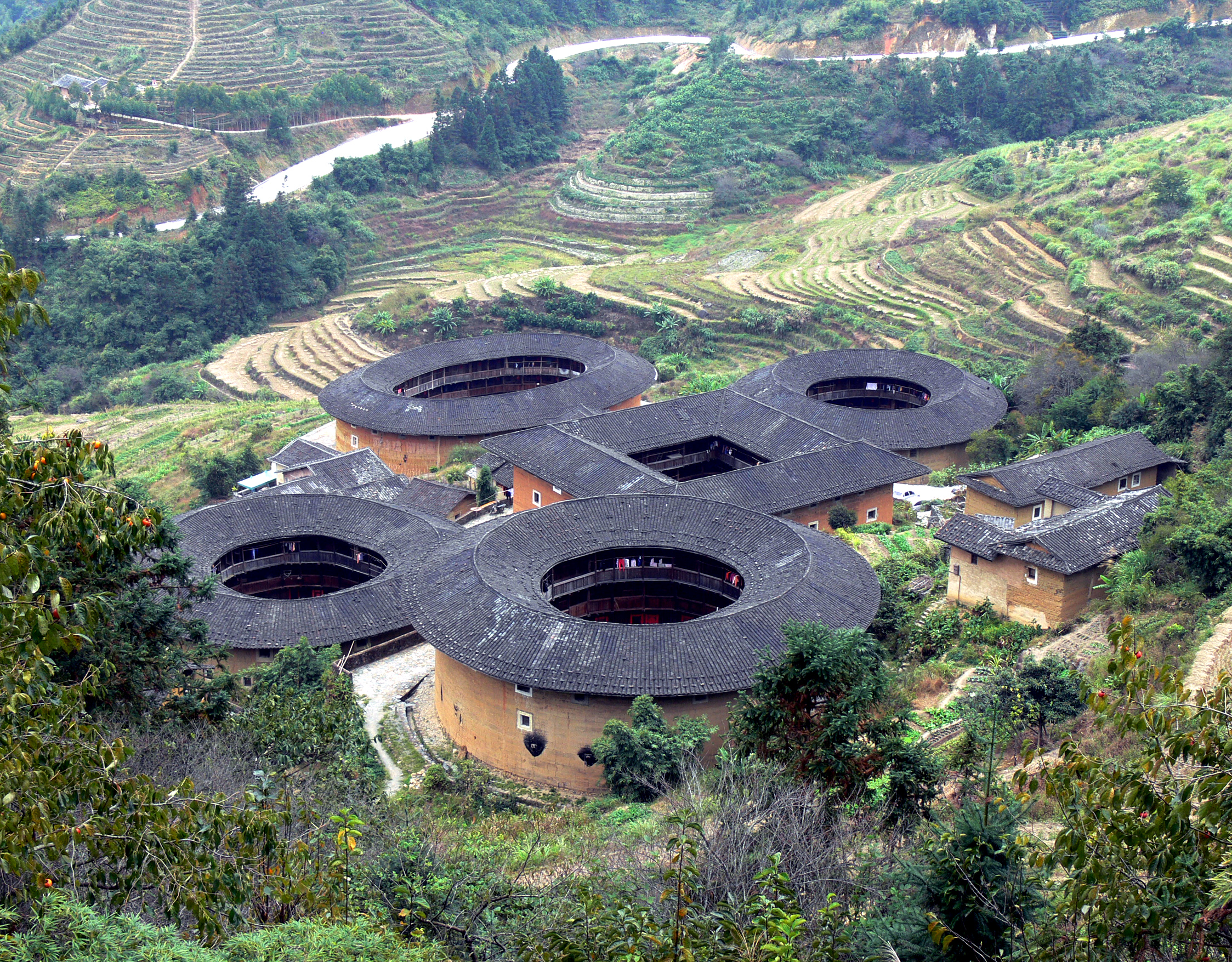
Vue extérieure d'un Tulou (architecture de terre), Hakka du Fujian, à Tianluokeng (Snail Pit village), Sud-ouest du Fujian
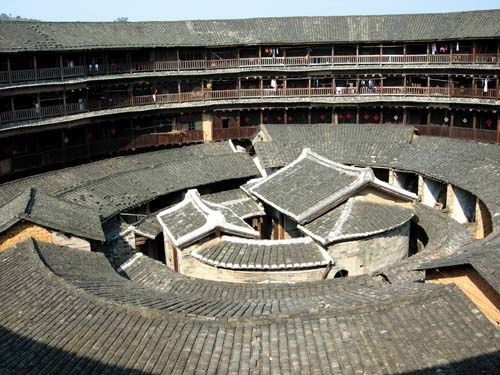
Vue rapprochée de cette maison collective, de style Xinglie des Kejia, ou Hakka.

Les maisons traditionnelles avec cour furent fortement influencées par le code de conduite hiérarchique du confucianisme qui marquait une stricte distinction entre l’intérieur et l’extérieur, le supérieur et l’inférieur, l’homme et la femme. Ces lieux clos formaient un monde à part, reclus et isolé du monde extérieur par un mur d’enceinte. Dans l’architecture traditionnelle chinoise, le centre, le nord, la gauche, et l’avant de la maison sont considérés comme supérieurs, et les côtés, le sud, la droite, l’arrière comme inférieurs. De même, l’aile nord est la plus souhaitable, car elle fait face au sud et reçoit le plus de lumière du soleil. La chambre centrale de l’aile nord, en tant que pièce la mieux localisée, faisait office de salle de réception ou de salle des ancêtres. Les chambres est de l’aile nord de la maison étaient occupées par les grands-parents, et celles de l’ouest, par le chef de famille. Les générations les plus jeunes logeaient dans les ailes est et ouest. Le fils aîné et sa famille vivaient dans l’aile est, et le cadet et sa famille dans l’aile ouest. L’aile sud abritait les chambres d’amis, les salles d’études, les cuisines et les réserves. Son entrée principale et ses chambres publiques étaient déviées de la cour intérieure par un mur et une porte décorative, isolant les chambres intérieures d’une intrusion extérieure. Les femmes n’étaient pas autorisées à quitter la cour centrale, et les invités n’avaient pas la permission d’y entrer. De plus grandes enceintes avaient souvent des cours secondaires et des bâtiments utilisés pour loger les fils et les filles célibataires, ou servaient aussi à divers usages.
Les fenêtres des chambres donnaient toutes sur la cour centrale. Un mur-écran étant dressé devant la porte principale pour empêcher la vue depuis l’extérieur. La vie à l’intérieur de la cour était un monde confiné qui soulignait la différence de statut entre les jeunes et vieilles générations, les fils aînés et cadets, les hommes et les femmes. Ces logements incarnaient l’organisation patriarcale, hiérarchique, de la société féodale chinoise, notamment la distinction entre le supérieur et l’inférieur, l’intérieur et l’extérieur, l’homme et la femme, le maître et le domestique.
Ce modèle type correspond au siheyuan canonique du nord de la Chine habituellement construit en briques, ces habitations sont froides l’hiver et chaudes l’été. Mais de nombreuses variations régionales apparaissent dès que des considérations climatiques ou géologiques entrent en jeu. Ainsi dans les régions du Henan, du Gansu, du Shanxi et du Shaanxi, aux hivers rigoureux et aux étés torrides, ce modèle est adapté à la réalisation de demeures troglodytes creusées dans le lœss local, la cour étant la première étape de la « construction »,. Dans le sud, à cheval sur le Fujian et le Guangdong, les populations Hakka, d’origine Han, qui émigrèrent du nord de la Chine entre le IVe et le IXe siècle, construisent d’imposants complexes circulaires ou carrés (exceptionnellement semi-circulaires) où les motifs hiérarchiques de la conception confucéenne de l’habitat sont totalement réinterprétés. Ce type de composition architecturale a pu se développer chez des populations autochtones voisines, comme l’ethnie Kejia (Fujian) .

#### LaCité interdite: incarnation de l’idéologie confucéenne
La Cité interdite représente l’expression architecturale suprême de l’idéologie confucéenne. Ce complexe de cours massif représente clairement l’importance confucéenne accordée à la stricte division des classes et la position de l’individu pris dans un système hiérarchique.
La conception de tout l’ensemble initial est l’œuvre de l’architecte Kuai Xiang de la dynastie Ming (1368-1644), qui vécut de 1397 à 1481. La construction du complexe commença en 1406. Le palais impérial représente la plus grande construction en bois de complexe royal au monde.
La Cité Interdite servit de résidence impériale et de siège du gouvernement durant les règnes des vingt-quatre empereurs des dynasties Ming et Qing, de 1368 à 1911. Ce complexe inclut des salles de cérémonie, des bureaux, des logements pour les domestiques et le personnel, ainsi que les palais et les cours intérieures dans lesquels vivaient les membres de la famille royale. Ces derniers y travaillaient aussi, y vouaient leur culte, s’y divertissaient.
La Cité Interdite couvre une surface de 720 000 m2 et contient 9999,5 chambres. Il fallut 300 000 travailleurs et quatorze années pour compléter ce gigantesque/massif projet de construction. La Cité Interdite représente les distinctions confucéennes entre le souverain/chef et le fonctionnaire/employé, l’homme et la femme, les épouses principales/officielles et les concubines. L’endroit où l’empereur traitait les affaires officielles était localisé à l’avant du complexe de la Cité Interdite. Les importantes cérémonies et le public constitué de militaires et de civils étaient reçus dans trois grands halls construits sur une terrasse élevée du sud au nord le long de l’axe central de la Cité Interdite. La somptuosité de leur construction, de même que leur situation centrale, était l’expression du respect au pouvoir impérial.
Derrière ces trois halls principaux se trouvaient les palais des empereurs et impératrices, ainsi que les nombreux auxiliaires des cours centrales. Cette configuration était l’expression du concept confucéen du « public devant, privé derrière ». La classe dirigeante de la chine ancienne pratiquait la polygamie, avec une femme principale et de multiples concubines dans une même famille. Seulement l’impératrice, en tant que seule et unique épouse officielle de l’empereur, avait ses quartiers situés sur l’axe central vénéré de la Cité Interdite. Les résidences des concubines impériales se trouvaient dans douze cours intérieures à l’est et l’ouest de la ligne centrale. Cet aménagement était la représentation graphique de la supériorité de l’épouse principale dans ses relations avec les concubines.

#### Le temple deConfuciusàQufu
Le temple de Confucius de Qufu offre une exception apparente au code de construction confucéen. N’importe quelle personne familière de la culture traditionnelle chinoise reconnaîtra ces colonnes de dragons sculptés qui sont les symboles de l’empereur, tout comme le nombre des dix colonnes. Or ces dix colonnes de dragon sont localisées dans le Temple de Confucius à Qufu et non pas dans l’un des palais impériaux. N’est-ce pas là une violation du code confucéen ? En fait, pas vraiment, dans la mesure où ces colonnes de dragons furent érigées en l’hommage de Confucius et de l’idéologie confucéenne.
L’idéologie confucéenne et son code de conduite s’avérèrent être des moyens très efficaces pour maintenir l’ordre et la stabilité de la société féodale chinoise. En tant que système approuvé par l’état qui combinait la politique, la philosophie, et la morale, le Confucianisme atteignit progressivement le statut de religion et son fondateur, Confucius, fut vénéré comme une divinité. Dans son état actuel, l’ensemble des bâtiments ne remonte pas au-delà des Ming. Son plan, rigoureusement axé, ses successions d’enceintes, les enceintes emboîtées jusqu’au Saint des Saints tous ces signes faisaient du temple de Confucius l’un des plus importants bâtiments officiels. Les neuf entrecolonnements du bâtiment principal le plaçait au plus haut rang, à l’instar des bâtiments dédiés à l’empereur. Comme pour la Cité Interdite, l’éclat de ses couleurs, la richesse des matériaux et de l’ornementation, le caractère majestueux de ses pavillons, tout est fait pour en imposer.

#### Le code confucéen et l’organisation de la ville
L’organisation de la ville entrait dans les fonctions de l'administration centrale, et rares étaient les villes où les plans de développement urbain n’existaient pas. Dadu, capitale des Yuan a été conçue à grande échelle. Pékin, la capitale des dynasties Ming et Qing qui suivirent, fut construite sur les ruines de la capitale des Yuan et la Cité interdite sur l’emplacement de l’ancien palais des Mongols.
En 1267, Hu Bilie (Qubilai) le premier empereur de la dynastie Yuan transfère sa capitale sur un site qui comporte beaucoup de qualités géomantiques et géographiques. Ainsi naît Khanbaliq (la ville du Khan), en chinois ‘’Dadu’’ , la Grande Capitale, avec un périmètre de 30 kilomètres, sur le site de l’actuelle Pékin. Il lui fallut douze ans. La ville se trouvait sur un espace carré et couvrait une superficie d’environ 50 km2. Une haute muraille entourait toute la ville, avec trois portes à l’est, à l’ouest et au sud, des remparts, et deux entrées au nord de la ville. Des vestiges archéologiques attestent que les voies principales, qui formaient un axe nord-sud et est-ouest à travers la ville, mesuraient 28 mètres de large. Les rues secondaires faisaient 14 mètres et les ruelles 7 mètres. L’ordonnancement de la ville était extrêmement rigoureux, avec des rues et des quartiers nettement démarqués.
La ville de Dadu fut construite au XIIIe siècle selon les principes du grand classique de Confucius, « Zhou Li », « Kaogong Ji », le « Rite des Zhou», les « Compétences techniques ». Cet ouvrage, écrit il y a 1 800 ans énonce : « Pour concevoir une capitale, il faudra qu’elle repose sur un terrain carré mesurant neuf li de côté (environ 4,5 kilomètres), avec trois portes de chaque côté de ses remparts. Il devra y avoir neuf rues et neuf avenues, suffisamment larges pour que neuf charrettes de chevaux, côte à côte, puissent y passer. Le palais se situera au cœur de la ville, avec le temple ancestral sur la gauche, le temple des dieux sur la droite, les bureaux à l’avant, et la place du marché à l’arrière ».

## Traditions chinoises et intermédiaires entre les traditions chinoises et occidentales
- Les mingqi, céramiques funéraires.

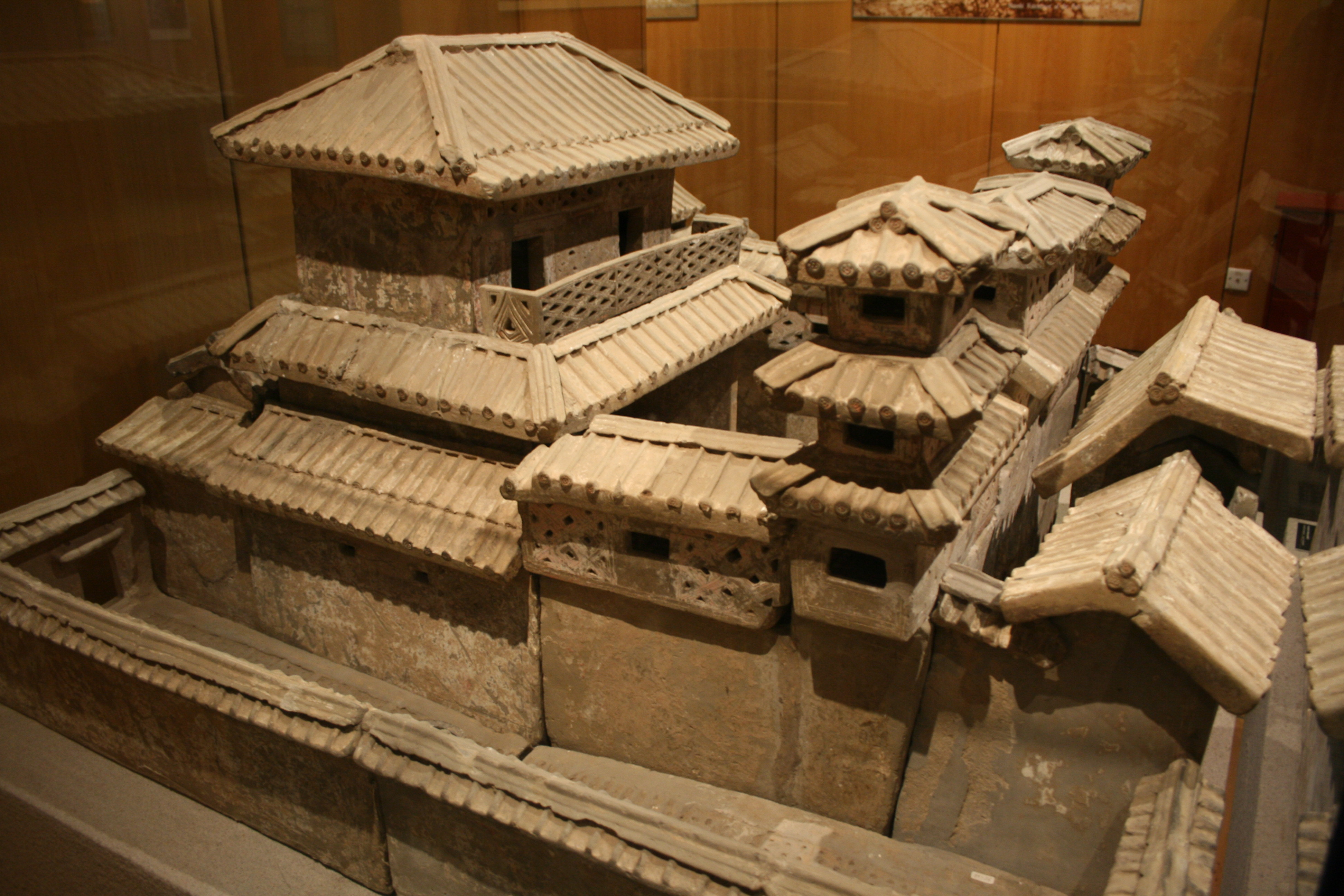
Représentation mingqi d'un palais Han. Henan Provincial Museum, Zhengzhou.
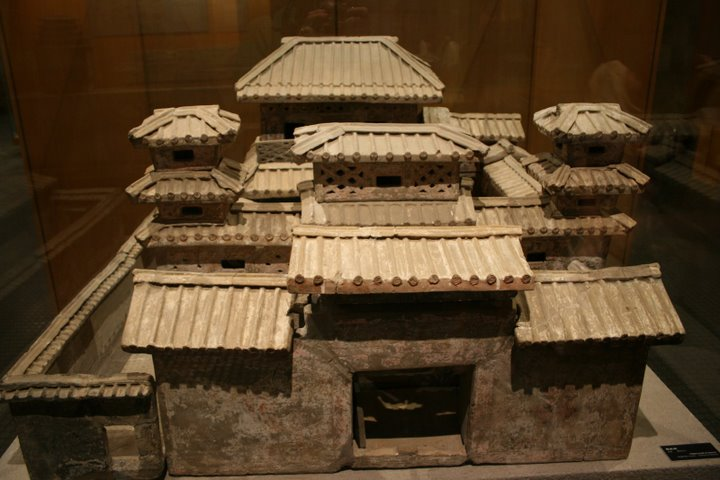
Représentation mingqi d'un palais Han. Fouille du Guangdong[31].
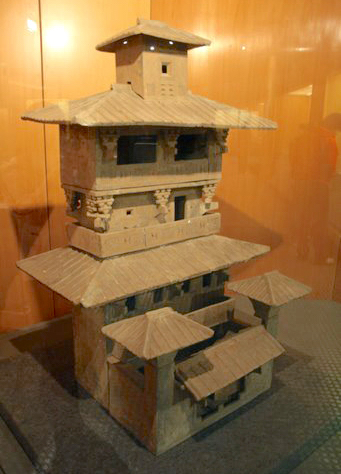
Représentation mingqi d'un palais Han. Henan Provincial Museum, Zhengzhou.
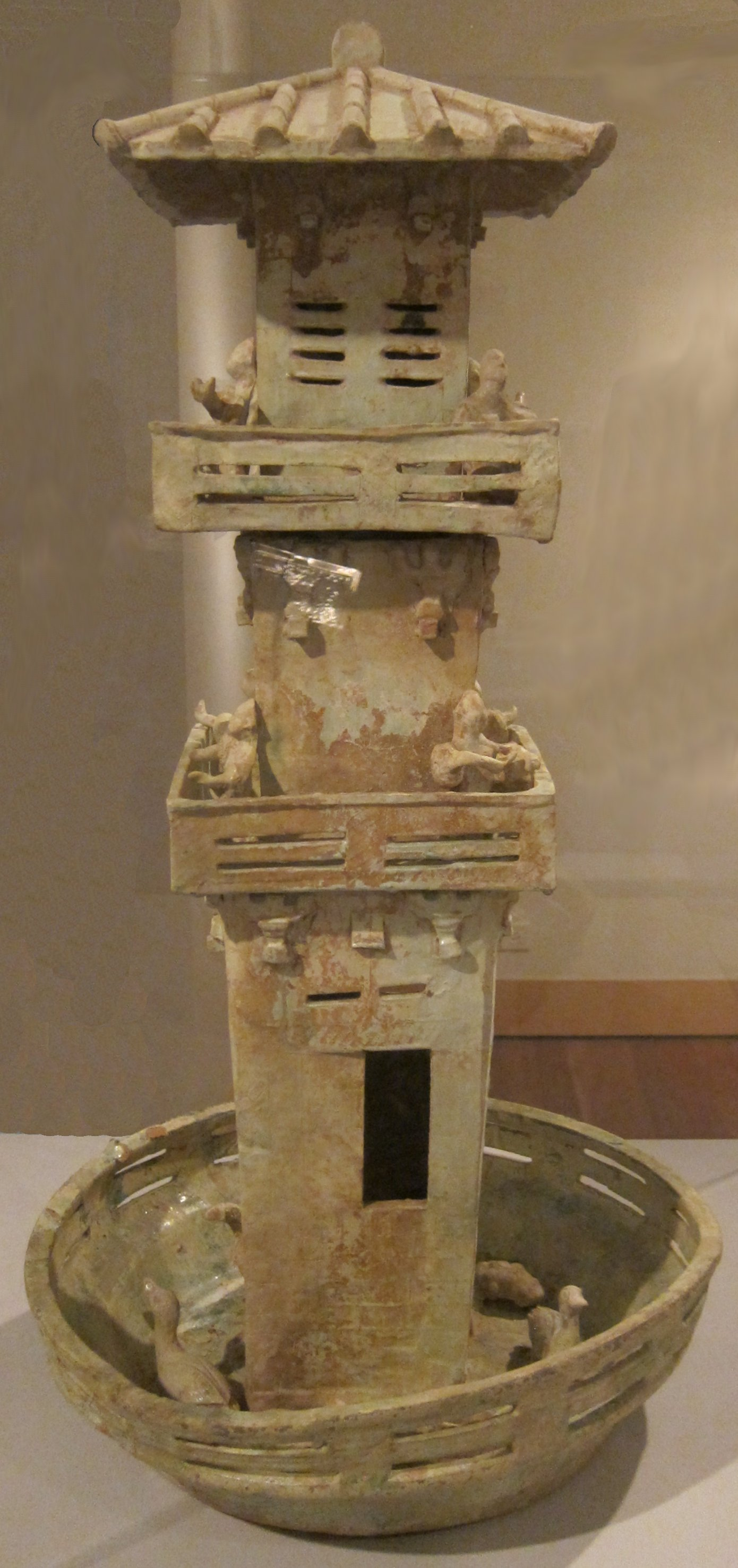
Tour de guet d'époque Han. Grès glaçuré. Honolulu Museum of Art.

- Kaiping

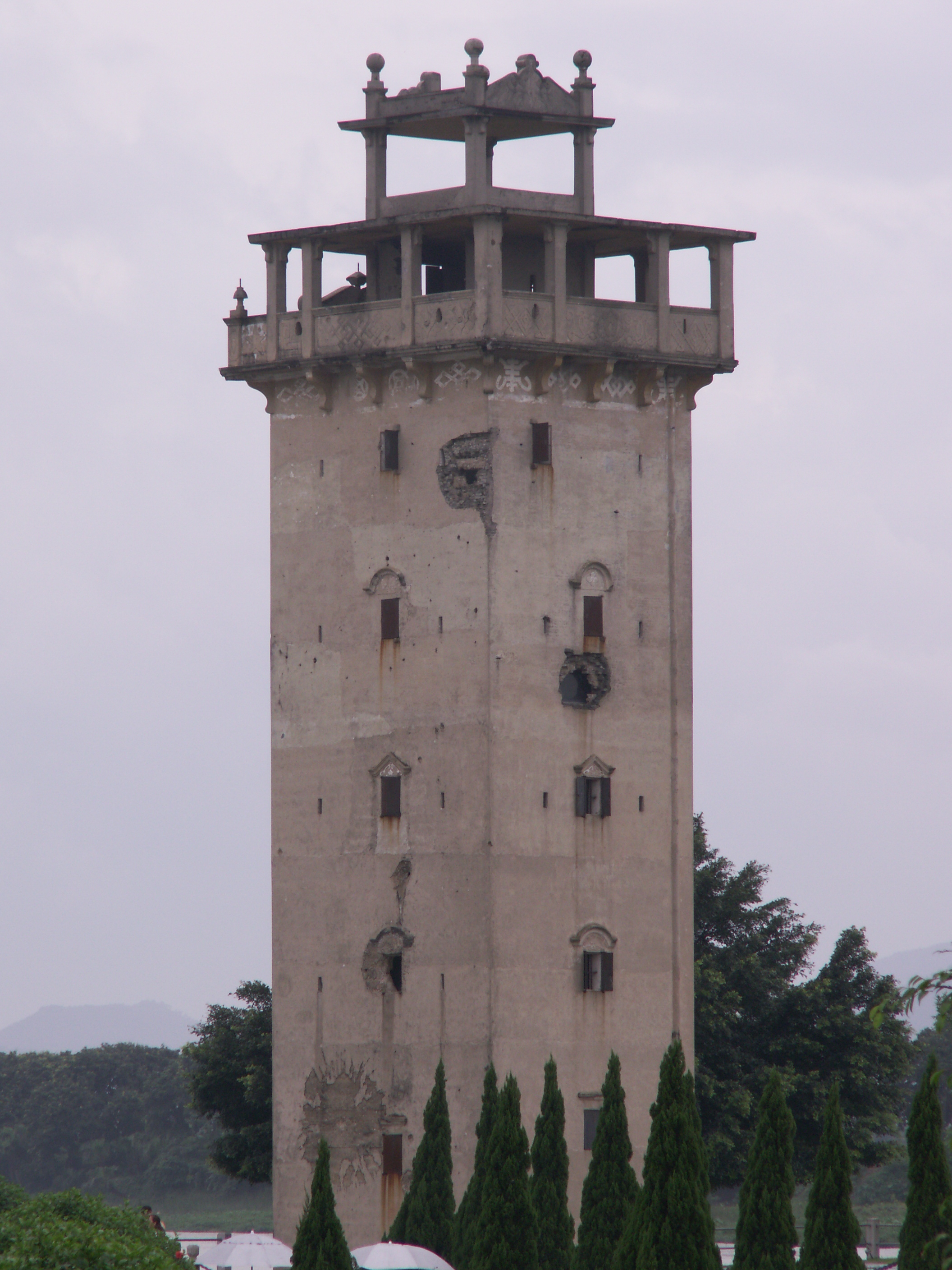
Kaiping Chikan South Building. Guangdong
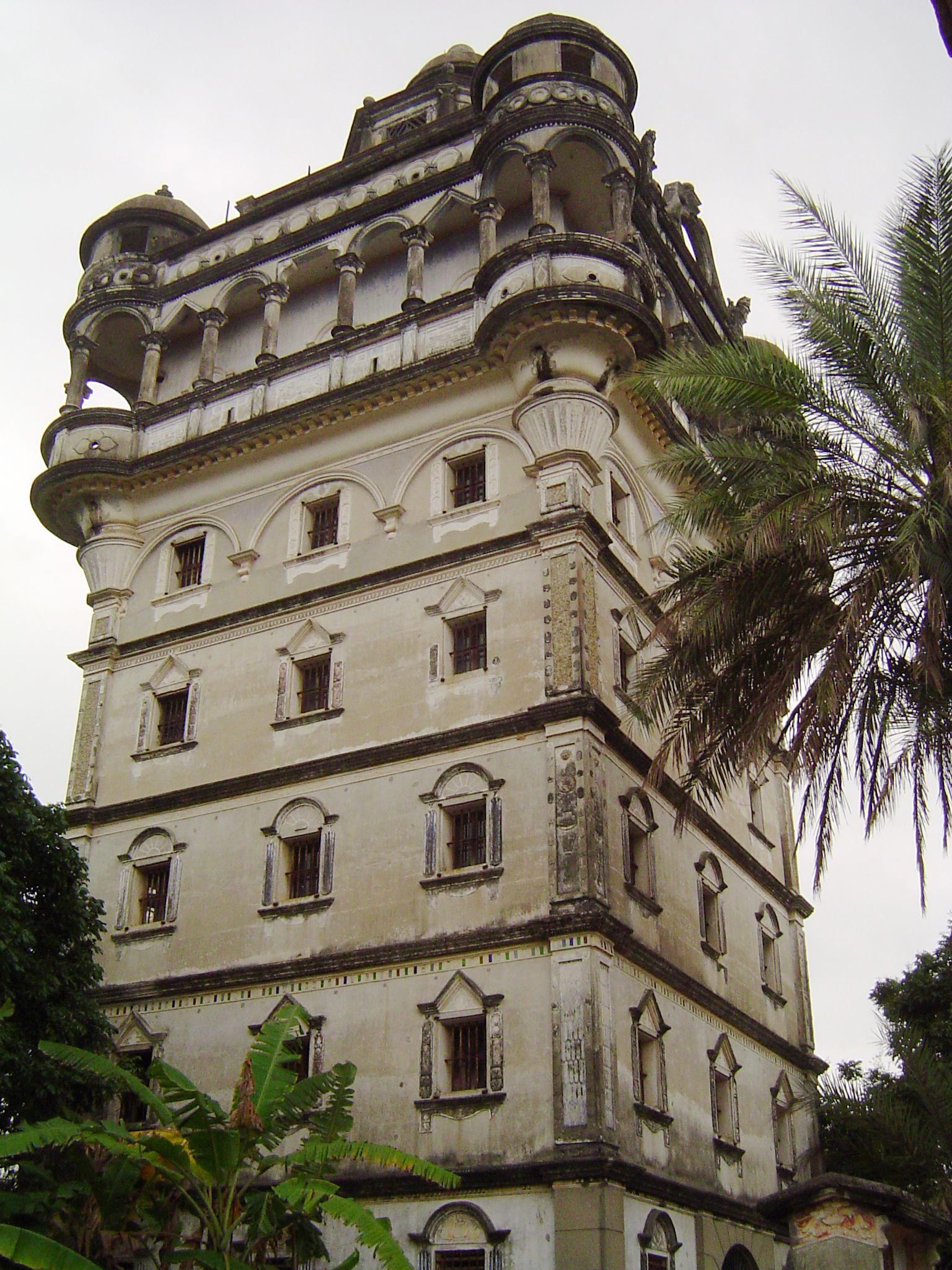
Tour de Rui Shi à Kaiping. Guangdong
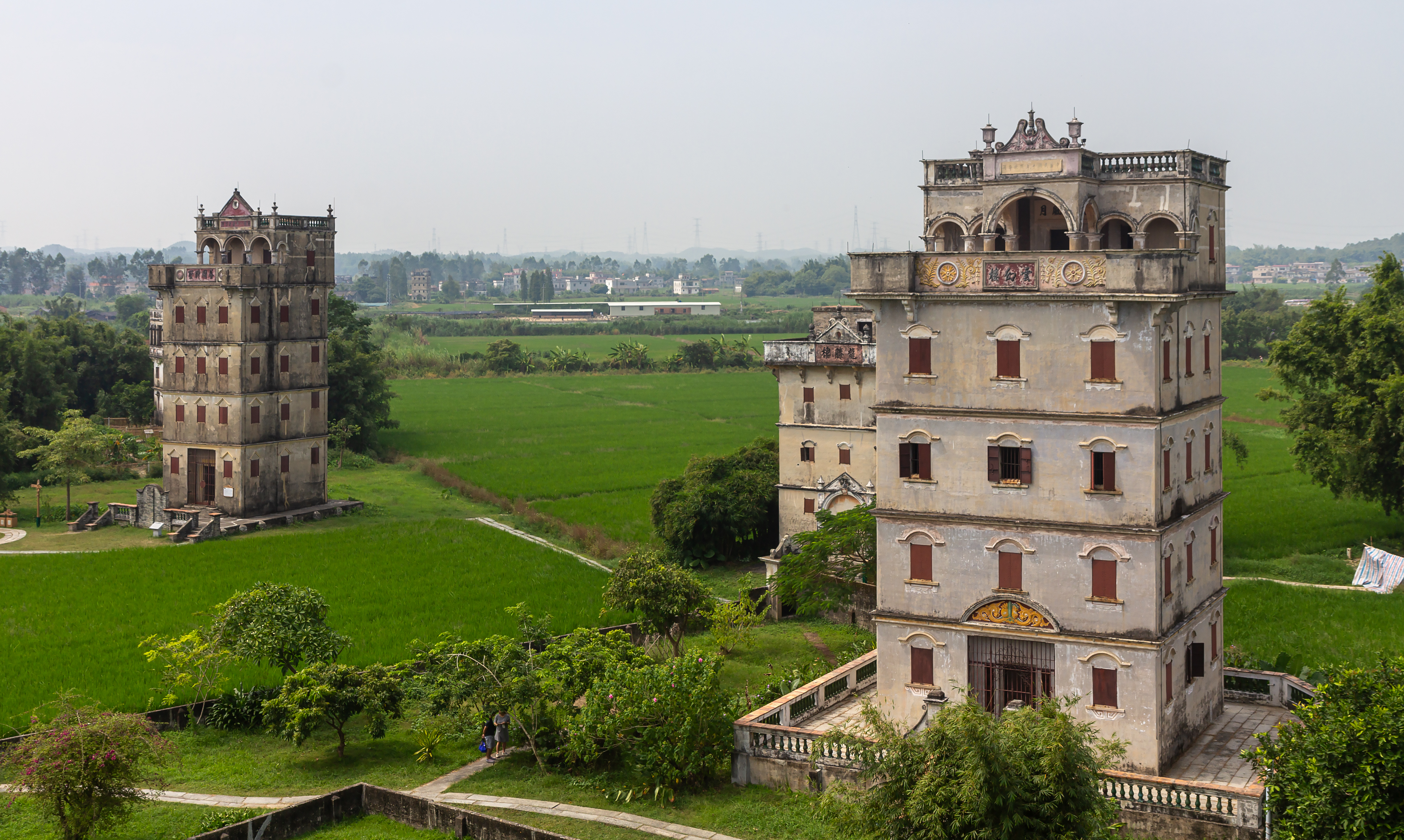
Des diolou à Kaiping.
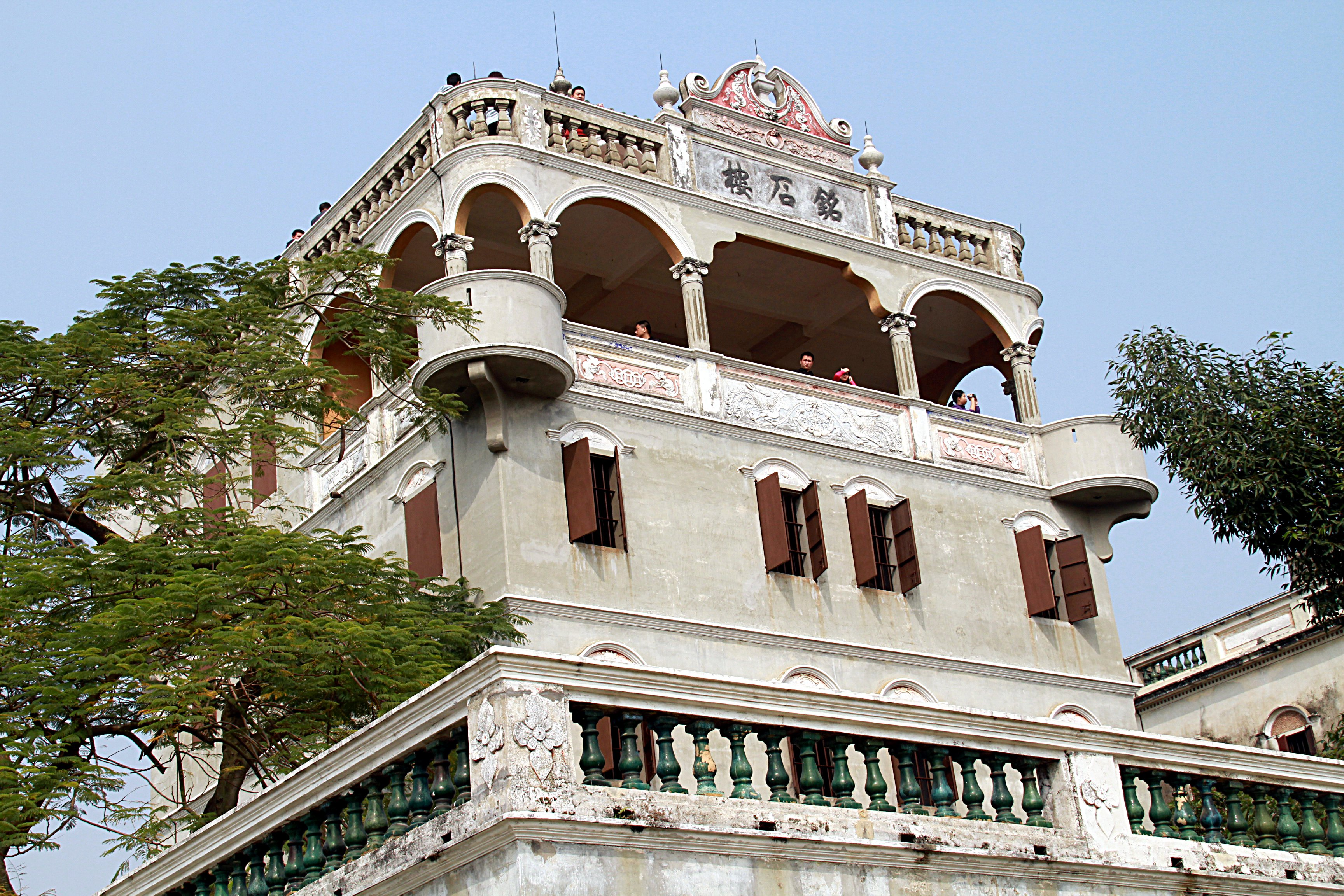
Diaolou dans le village de Zili, à Kaiping. Guangdong
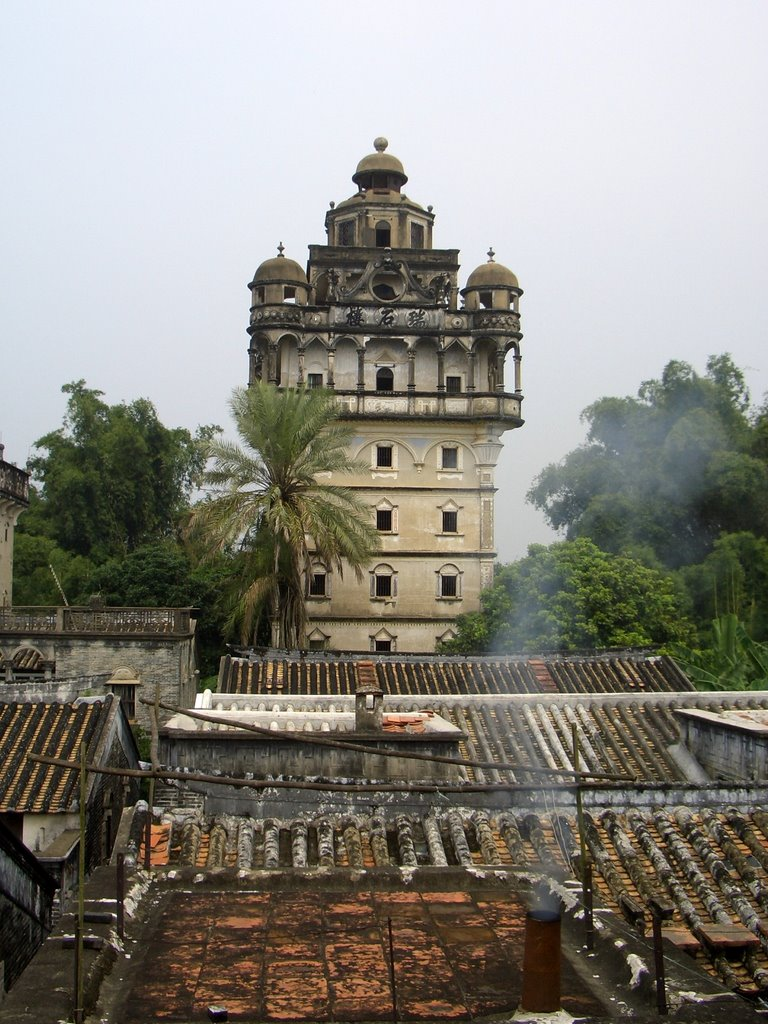
Diaolou à Kaiping. Guangdong

En considérant les maquettes, mingqi, de forteresses découvertes dans les tombes d'époque Han on peut se poser la question d'une relation entre ces représentations céramiques et la réalité architecturale de l'époque. Cependant certaines caractéristiques de ces forteresses ont été adaptées au fil du temps et aux diverses conditions climatiques de la Chine et visibles encore aujourd’hui. Ainsi les environs de Kaiping, Guangdong, abritent plusieurs milliers de constructions qui ressemblent à des tours fortifiées. Ces tours uniques et peu connues, furent construites par les migrants chinois de retour des États-Unis, de Canada et d'Australie au XIXe siècle, à la fin de l'empire. Sur plusieurs étages, ces forts (碉楼 diaolou) remplissaient les mêmes fonctions que les châteaux forts médiévaux.
Les diaolou et les villages de Kaiping ont été inscrits sur la liste du patrimoine mondial en juin 2007[réf. souhaitée]. Dans cette zone, chaude l'été et tempérée l'hiver, la localisation et donc l'ensoleillement sont essentiels. On y fait attention à briser les rayons du soleil et à utiliser une ventilation maximale.
- Shanghai

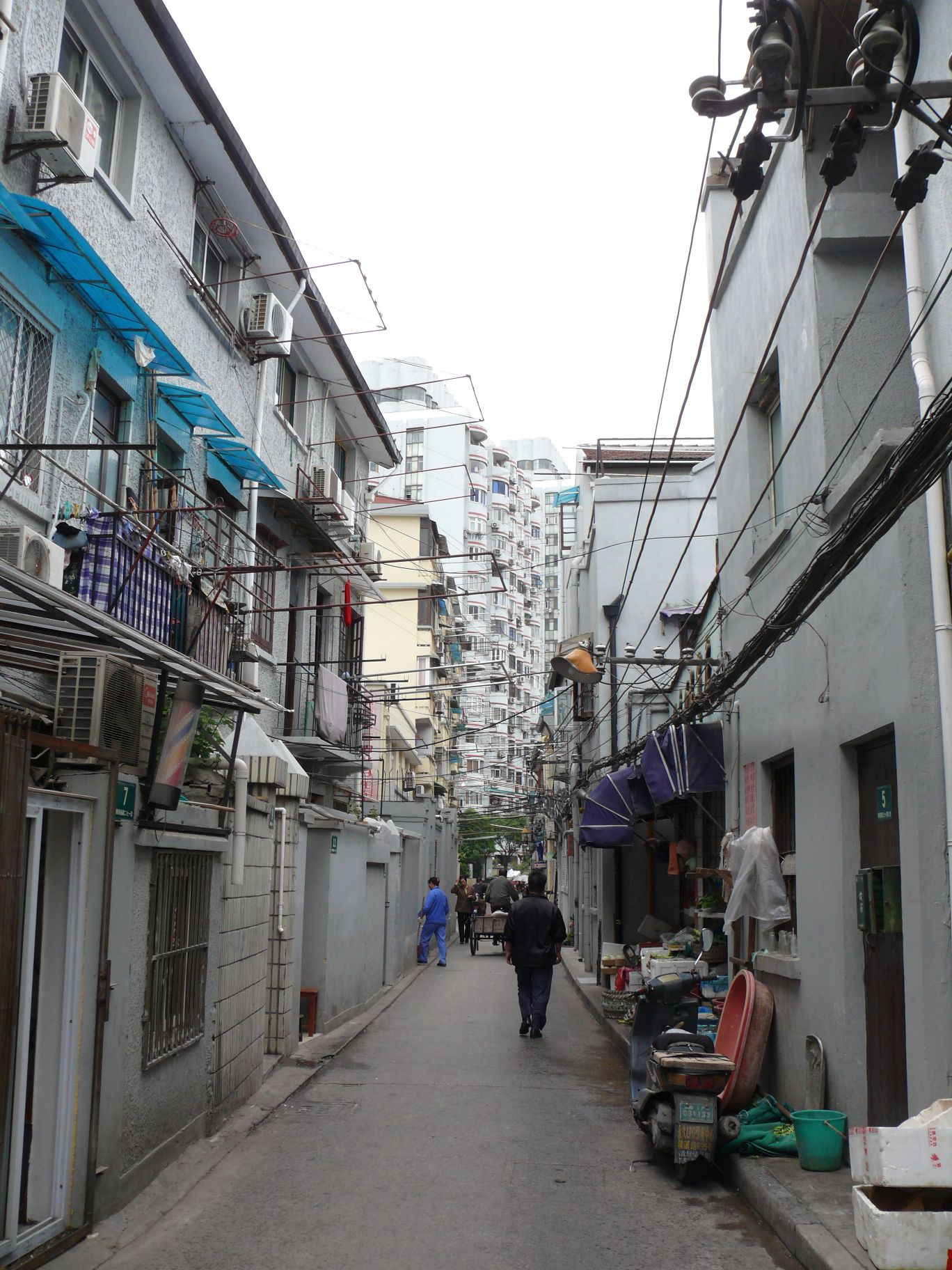
Un lilong (里弄) dans la rue "Shanxi". Sud de Shanghai

Comme le traditionnel siheyuan est l'unité des traditionnels hutong, le longtang au XXe siècle en est la réinterprétation dans le contexte de l'urbanisation dense des comptoirs occidentaux de la ville cosmopolite à Shanghai.
À Shanghai, le longtang est un bloc rectangulaire à plusieurs niveaux comportant une dizaine d'unités d'habitations à étages avec escalier intérieur, posées côte à côte. Les rez-de-chaussée de ces unités d'habitations disposent d'une petite cour d'environ une dizaine de mètres carrés qui sert d'entrée principale. Une seconde entrée, sur l'arrière, débouche sur un petit couloir d'un mètre de large (tianjing). Ce type de composition architecturale, répété dans l'espace de la ville, produit des quartiers d'un schéma innovant et hybride, le lilong, adapté aux exigences de la vie chinoise. Chaque lilong peut comporter une vingtaine de longtang, le tout étant desservi par des ruelles étroites débouchant sur les rues principales voisines. Porté par un marché de la construction en pleine expansion à Shanghai le longtang s'est répandu dans tous les quartiers de 1870 aux années 1940.